# 米国愛国者法
米国愛国者法（べいこくあいこくしゃほう、英: USA PATRIOT Act）は、2001年10月26日、ジョージ・W・ブッシュ大統領によって署名され、発効したアメリカ合衆国の議会制定法である。法律の頭字語の10文字（USA PATRIOT）は2001年のテロリズムの阻止と回避のために必要かつ適切な手段を提供することによりアメリカ合衆国を統合し強化するための法律（英: Uniting and Strengthening America by Providing Appropriate Tools Required to Intercept and Obstruct Terrorism Act of 2001 公立法107-56）を意味する。通称愛国者法（英: Patriot Act）としても知られる。
愛国者法は、テロリストによる2001年9月11日の攻撃に対応するため、特に法執行機関のアメリカ合衆国国内における情報の収集に関する規制を緩和し、財務長官が持っている資産の移動、特に外国の個人または存在が関与している場合、に対する規制の権限を強化し、法執行機関と移民を管理する当局がテロ行為に関係があると疑われる人物の拘留または移民を国外に追放するための規制を緩和するものである。愛国者法はまた、国内におけるテロ行為を含めるようテロリズムの定義を拡大し、こうして愛国者法は法執行機関の権限が適用される行為の範囲を大幅に拡大した。
2011年5月26日、バラク・オバマ大統領は2011年の愛国者法日没条項延長法（PATRIOT Sunsets Extension Act of 2011）に署名し、米国愛国者法の重要な3つの条項、ロービング・タップ、企業活動の記録の捜査（図書館帯出記録条項）、テロリスト集団ではなく、テロリストと関係がある疑いのある個人を意味する「ローンウルフ」に対する監視の指揮、は4年間延長された。
延長期限切れの2015年6月1日、失効。人権に配慮し修正された米国自由法が翌日成立した。

## 概要
2001年9月11日のアメリカ同時多発テロ事件後45日間で成立し、米国内外のテロリズムと戦うことを目的として政府当局に対して権限を大幅に拡大させた法律である。この法律において電話やEメール、医療情報、金融情報や他の記録について当局に対し調査する権限を拡大し、アメリカ合衆国国内において外国人に対する情報収集の制限に対する権限を緩和し、財務省に対し金融資産の移転、とりわけ外国人や外国法人について規制する権限を強化し、テロに関係する行為をとったと疑われるものに対し司法当局や入国管理局に対し入国者を留置・追放する権限を高めることを規定している。さらに、「テロリズム」の定義を拡大し「国内テロ」をも含め、その結果本法は司法当局の拡大された権限を行使する場面が飛躍的に拡大している。
2009年3月2日にアメリカ合衆国司法省が公開した、ブッシュ政権の政府高官達が作成した対テロ政策秘密メモ類によれば、“テロ容疑者”に対する捜索は大統領の政策であり憲法修正条項（第1条・第4条）の制約を受けず随時行なわれてよいし、また“戦時に人権は制限され得るべき”と記されていたという。

## 経緯

### 制定

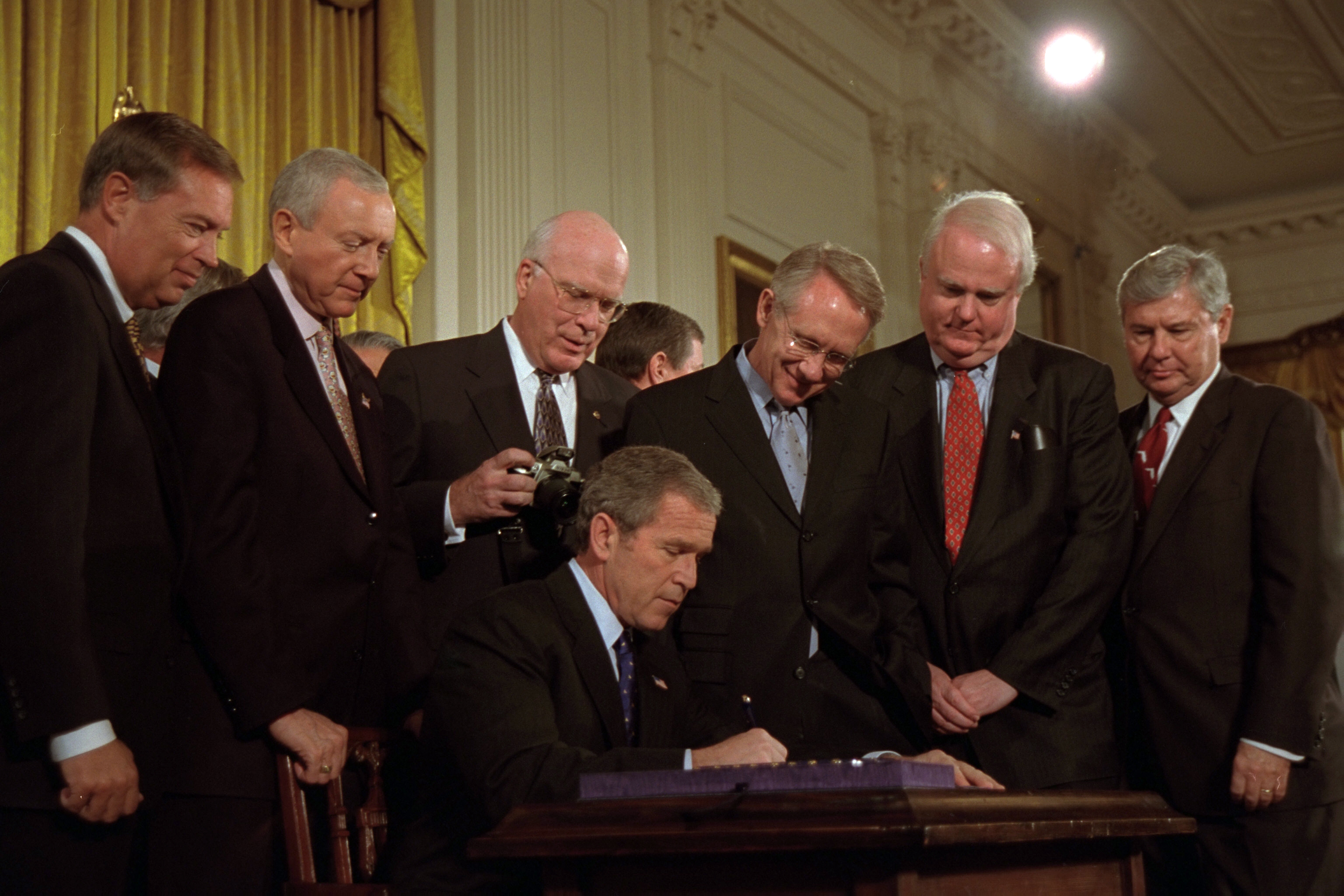
2001年10月26日、米国愛国者法にサインするブッシュ大統領。

草案は、米国司法次官のベト・D・ディン（Viet D. Dinh）と後の国土安全保障省長官、マイケル・チャートフ（Michael Chertoff）を中心にまとめられ、翌日の2001年10月23日、共和党のジェームズ・F・センセンブレナー（James F. Sensenbrenner）下院議員によって、この法案は下院3162号決議としてアメリカ合衆国下院に提出された。この法案は反対意見もほとんどなく議会を通過し、10月25日にはアメリカ合衆国上院も通過した。上院では民主のロス・ファインゴールド（Russ Feingold）上院議員が唯一反対票を投じ、民主のメアリー・ランドリュー（Mary Landrieu）上院議員が唯一棄権した。翌10月26日、ブッシュ大統領が法案にサインを行った。
「金融における反テロ法(The Financial Anti-Terrorism Act)」は2001年10月17日に両院議会で承認されたが、本法制定後は本法に組み込まれた。同法ではテロリズムに対する資金的な支援をしている疑いのある者に対して、資産の凍結、調査及び告訴に関する権限を認めている。憲法に基づいて議会がそのような権限を持つことができるのかどうかは、多くの訴訟の対象となっている。
この法律は両院とも圧倒的多数の差で成立しているが、当初から市民の自由の保護を弱めるおそれがあるものだとして批判されていた。特に、反対する者は理由として以下を挙げている。
- 入国者に対し無期限の留置が可能な権限を与えている
- 司法当局によって行われる管理権者の承諾無く行われる家宅捜索「こっそり忍び寄り盗み見る」調査をできるようにしている
- 連邦捜査局に対し令状抜きで電話、電子メール及び信書、金融取引の記録を利用することを拡大して認めている
- 図書館の帯出記録や所得情報を含めて司法当局が調査できる

成立後、いくつかの訴訟がこの法律に対し提起されたが連邦裁判所は少なくとも1つの条項について違憲との判断を下した。

## 詳細
9月11日の攻撃と炭疽菌事件によってアメリカ人の間に不安が広がり、議会は安全保障を強化する法案の成立を急いだ。2001年10月23日、共和党のジム・センセンブレナー下院議員は、その月の初めに下院と上院に提出されていた法案を組み合わせ、下院3162号法案H.R. 3162として提出した。翌日の2001年10月24日、愛国者法は賛成357票対反対66票で下院を通過し、民主党の議員が提出した法案に圧倒的な差をつけた。その翌日の2001年10月25日、愛国者法は賛成98票対反対1票で上院を通過した。
法案に反対する者たちは、その移民の拘留についてのあいまいな定義の権限、法執行機関の職員による所有者または占有者の同意または通知のない家宅捜索の許可、連邦捜査局（FBI）による令状のない通話、電子メール、資産管理記録の捜査を可能にする国家安全保障書簡の拡大利用と法執行機関による資料や資産の記録を含む企業活動の記録の捜査について批判した。議会を通過した後、愛国者法にはいくつかの法律上の課題に直面し、連邦裁判所は多くの条項が憲法に違反しているという判決を下した。
愛国者法の多くの条項は、その通過からおよそ4年が経過した2005年12月31日の日没の開始に期限を迎えた。日没の日に先立つ数か月のあいだ、愛国者法の支持者たちは日没条項を恒久的なものにするために働きかけ、愛国者法を批判する者たちは市民が持つ自由を保護するために愛国者法の様々な部分を改正しようと模索した。2005年7月、アメリカ議会上院は、愛国者法のいくつかの重要な部分を変更した法案を可決したが、下院はもともとの表現を維持した法案を支持した。2つの法案はそれから、調停のために開かれた両院協議会において、共和党と民主党双方の上院議員から市民が持つ自由を無視していると批判された。
2006年3月2日、上院に提出された法案から変更されたほとんどの部分を取り除いたものが可決され、2006年3月9日と10日に、ジョージ・W・ブッシュ大統領によって署名され、発効した。

## 背景
愛国者法は多くのアメリカの法律に変化を与えた。重要な法律には、1978年の外国諜報活動監視法（Foreign Intelligence Surveillance Act of 1978、FISA）、1986年の電子通信におけるプライバシー保護法（Electronic Communications Privacy Act of 1986、ECPA）、1986年の資金洗浄規制法（Money Laundering Control Act of 1986、MLCA）、1970年の銀行秘密法（Bank Secrecy Act of 1970、BSA）、と1952年の移民国籍法（Immigration and Nationality Act of 1952、INA）がある。愛国者法それ自体は9月11日のニューヨーク市とペンタゴンに対する攻撃に対応するためのものである。これらの攻撃のあと、司法省が2001年の反テロリズム法（Anti-Terrorism Act of 2001）と呼ばれる法案を提出する前に、議会はただちにテロリスト対策の法案を作成するために動きだした。この法案は2001年のテロリズムの阻止と回避のために必要な適切な手段を提供するための法律（the Provide Appropriate Tools Required to Intercept and Obstruct Terrorism (PATRIOT) Act of 2001）として下院に提出され、のちにアメリカを統合し強化するための法（the Uniting and Strengthening America (USA) Act、H.R. 2975）として10月12日に下院を通過した。そしてそれはラス・ファインゴールド上院議員が提案した多くの修正が加えられたあと、上院にUSA法（the USA Act、S. 1510）として提出され、それらはすべて通過した。法案は最終的に、米国愛国者法（the USA PATRIOT Act）として10月23日に下院に提出され、 下院2975号法案H.R. 2975、上院1510号法案S. 1510と下院3004号決議（2001年の金融反テロリズム法、the Financial Anti-Terrorism Act of 2001、H.R. 3004）の多くの条文と併合された。
それはラス・ファインゴールド上院議員ただひとりだけが激しく抵抗し、反対票を投じた。パトリック・リーヒ上院議員もまたいくつかの懸念を表明した。
しかしながら、反対する者も支持する者も法案の大部分は必要なものであると考えていた。
最終的な法案には、2005年の12月15日の日没に期限を迎える多くの条項が含まれていた。
論争のために数多くの法案は通過しなかったが、それらは米国愛国者法の改正を提示した。これらのなかには個人の権利を保護するための法律（Protecting the Rights of Individuals Act）、ベンジャミン・フランクリン真実の愛国者法（Benjamin Franklin True Patriot Act）や安全保障と自由を確実にするための法律（Security and Freedom Ensured Act、SAFE）が含まれる。2003年1月下旬、センター・フォー・パブリック・インテグリティ（社会の健全性のためのセンター）の創設者であるチャールズ・ルイスは、政府が成立を目指していた2003年の国内の安全保障の充実を図るための法律（Domestic Security Enhancement Act of 2003）のコピーを暴露した。この大いに議論となった書類はすぐに、メディアや電子フロンティア財団のような組織によって「第2の愛国者法」または「愛国者法の息子」とに呼ばれた。
法案の内容は司法省の10の部門にわたり、さらに米国愛国者法の改善と拡大を提示していた。
司法省はそれがただの法案に過ぎず、さらなる計画は含まれていないと主張したが、それは幅広く非難された。

## 構成
愛国者法は10章から成り、各章は複数の条に分かれている。各章の内容は以下の通りである。

### 第1章 テロリズムに対する国内の安全性の向上
第1章はテロリズムを予防するため、国内における安全保障の対処能力を向上させることを目的とするものである。この章によって、FBIが所轄するテロリズム活動への対策とテロリストを識別するための本部を設置するための基金が設けられた。大量破壊兵器が関わる状況において司法長官による要求があったとき、軍隊による支援を提供することが認められた。テロリズムが発生した場合の大統領の権限とともに、国家電子犯罪タスクフォース（The National Electronic Crime Task Force）の権限が拡大された。この章はまた、9月11日のテロリストによる攻撃の直後に、アラブ人やムスリムのアメリカ人を差別するものであると非難された。さきの法案で多くの条項のきっかけとなり、差別の非難となった一例は、かたちは違っていたが、トム・ハーキン上院議員(D-IA)がもともと提案した2001年のテロリズム退治法（the Combatting Terrorism Act of 2001）による修正である。それはもともと「ニューヨーク市、ワシントンD.C.とペンシルベニアで起こったテロリストによるハイジャックと攻撃の直後に行われた2001年9月12日のミサにおけるわが国と犠牲者のためのワシントン大司教区のセオドア・マキャリック枢機卿の祈りは、すべてのアメリカ人に『我々は犯人を探し出し、無辜の民を傷つけてはならず、また我々は道徳を欠き、正しい道に導こうとしないような人々のようになってはならない』ことを思い起こさせる」という表現が含まれていた。特定の人種に対するさらなる中傷や暴力への非難は、第10章でも、9月11日のテロリストによる攻撃の後に、ムスリムと間違えられ、そのような行為への非難があったシク教徒のアメリカ人の例が詳細に説明されている。

### 第2章 監視手続
第2章は「監視手続の改善」と題され、コンピューターを利用した不正または悪用行為を行うテロリストの疑いがある人物や外国勢力の秘密活動と関係のあるエージェントへの監視におけるすべての観点を網羅している。それは先に制定されていた外国諜報活動監視法との電子通信におけるプライバシー保護法を改正するものであり、米国愛国者法で論争となったほとんどの多くはこの章によるものである。特に、この章は政府の組織によるアメリカ人と非アメリカ人に対する「外国の諜報機関の情報」の収集を許可し、 外国諜報活動監視法による外国の諜報機関の情報の獲得を、以前は一般的な目的に過ぎなかった、重要な目的に変化させた。定義の変化は、犯罪の捜査と外国の諜報機関の監視が重なったとき、犯罪の捜査と外国の諜報機関の情報を収集するための監視との間の法的な「壁」を取り除くことを意味した。
しかしながら、長く続いてきた政府機関による誤った解釈が実際に存在し、この壁は未だに存在していることを外国諜報活動監視再審裁判所（United States Foreign Intelligence Surveillance Court of Review、FISCR）が明らかにした。外国諜報活動監視法のもと、政府は監視の対象がアメリカ人ではなく、外国勢力のエージェントであるということを証明しなければならず、それを通じて憲法修正第1条によって保障された活動を行う市民はいかなる審査もされてはならないという法律上の要求もまた取り除かれた。この章はまた、外国諜報活動監視法の物理的な捜索と監視の命令の期間を延長し、また連邦大陪審が招集される前に、当局が他の省庁と収集された情報を共有する権限を与えた。
盗聴の可用性の範囲と監視の命令は第2章によって拡大された。パケット通信ネットワークの監視によって監視対象の位置と経路を特定することが可能になり、電子プライバシー情報センター（Electronic Privacy Information Center、EPIC）はこれに反対するため、それがしばしばアドレスの情報が含まれる電子メールやホームページのアドレスに配慮していないと主張した。愛国者法はアメリカのすべての地方裁判所の裁判官がそのような監視の命令とテロリズムの捜査のための令状を出すことを可能にした。捜査令状は愛国者法の第3章の蓄積された通信記録へのアクセス法（Stored Communications Access Act）によって拡大され、FBIは盗聴に関する法律がより厳格に規定されたことを通じて、捜査令状を通じた捜査のために蓄積されたボイスメールにアクセスすることが可能になった。
法執行機関は様々な条項によって電子的な通信記録を公開することが可能になった。それらの「保護されたコンピュータ」を操作または所持する人には、機器を操作することによって通信を傍受するための権限が与えられ、こうして盗聴に関する法律による要請は簡素化された。
「保護されたコンピュータ」の定義は合衆国法典第18編1030条(e)項(2)18 U.S.C. § 1030(e)(2)で定義され、州を越えてまたは外国との商取引において広く利用されているそのようなコンピュータは、アメリカ国外に存在するものも含まれる。愛国者法は、ケーブルテレビ局に、合衆国法典第18章の電子機器による監視の情報の公開（第119章）、ペンレジスター装置とトラップ・アンド・トレース装置（第206章）、蓄積された通信記録（第121章）に基づいた、利用者との通信の記録の義務的および自主的な情報の公開を、登録された利用者の視聴習慣の情報の公開は除外されているが、求めている。
インターネットサービスプロバイダに対する召喚令状には「名前、住所、短距離および長距離電話料金の記録、電話番号または他の登録者の番号または特定することができる情報と登録してからの期間」だけでなく、電話をかけた時刻と時間の長さ、利用したサービスの形式、通信機器のアドレスの情報（例えばIPアドレス）、支払いの形式、銀行の口座番号やクレジットカードの番号まで含めることが求められた。対象の人物が「生命と身体」にかかわる危機に関連があると推測される場合には、通信プロバイダもまた顧客の記録を公開することが許されている。
第2章は3つの非常に物議を醸した条項、「極秘強制捜査」令状、ロービング・タップと呼ばれる盗聴の手法とアメリカの市民の行動様式を記した書類にアクセスすることができるようFBIに権限を与えた、によって構成されている。いわゆる「スネーク・アンド・ピーク」法と呼ばれる法律は、捜査令状の実行を告知することを遅らせることを可能にした。FBIが命令を受ける者に告知しなければならない期間は法律によって特定されておらず、FBIの現場マニュアルには、それは「柔軟性のある基準（flexible standard）」と書かれており、裁判所の裁量によって延長されることもある。これらのスネーク・アンド・ピーク条項は、2007年9月26日、ポートランド市のブランドン・メイフィールド弁護士が捜査によって誤って投獄されたあと、アン・エイケン裁判官によって無効であると宣言された。裁判所は、捜査がアメリカ合衆国憲法修正第4条が禁ずる不合理な捜査にあたると判断した。
ロービング・タップとは、外国諜報活動監視裁判所（United States Foreign Intelligence Surveillance Court、FISC）の命令により、ある者を特定するためには必要のない、すべての公共の電気通信事業者と第三者に対する盗聴の命令のことである。司法省はこれらの盗聴の命令により、迅速に変化する位置情報を携帯電話のような通信手段によってテロリストを発見することができるために重要であると考えているが、反対する者はそれが特に修正第4条の条項に違反していると考えている。その他に非常に物議を醸しているのは、「国際的なテロリズムまたは諜報活動を防止するため、憲法修正第1条ただそれのみによって保護されている、アメリカの人の活動によって生み出された捜査に関係がありうるすべての資料（書籍、記録、白書、書類などの）に対して、そのような捜査のためにその資料を提出するよう」FBIが要求する命令を出すことができる条項である。それは直接的に自由を制約することを目的としているわけではないが、特にアメリカ図書館協会(American Library Association、ALA)は、この条項に反対している。2005年6月29日、決議は議会を通過し、それらは「米国愛国者法の第215条は政府に、彼らが違法な活動に関与していると思われるようないかなる理由もない数多くの個人の図書館利用記録を秘密裏に要求し獲得することを認めた」。しかしながら、アメリカ図書館協会の態度は批判的なものではなかった。アメリカ図書館協会の明らかな批判的の態度の1つは、マンハッタン政策研究所（Manhattan Institute for Policy Research）のヘザー・マクドナルドがニューヨーク・シティ・ジャーナルで主張した、「第215条をめぐる騒動は愛国者法の恐怖をあおる1つの例である」というものであった。
第2章はまた、外国諜報活動監視裁判所の裁判官の数を7人から11人に増やすこと（そのうち3人はワシントンD.C.から30マイル以内に居住する者でなければならない）や北朝鮮やタリバンが支配するアフガニスタンへの経済制裁、 FBIによる翻訳者の雇用を含む他の数多くの様々な条項についても触れている。
共和党のリチャード・アーミー下院議員の主張により、愛国者法はもともと2005年12月31日に期限を迎える数多くの日没条項が含められた。愛国者法の日没条項はまた、外国の諜報活動に対する捜査の継続を考慮して、条文により期限を迎えたあともそれらの捜査活動を継続することが許された。期限を迎えた条文は以下の通りである。
| 条文           | 条文の題名                                                                                     |
| -------------- | ---------------------------------------------------------------------------------------------- |
| 第201条        | テロリズムに関する盗聴、会話、電子機器による通信の傍受の権限。                                 |
| 第202条        | コンピュータを利用した犯罪行為に関する盗聴や会話、電子機器による通信の傍受の権限。             |
| 第203条第(b)項 | 傍受した電子機器による通信、盗聴、会話の情報を共有する権限。                                   |
| 第204条        | 諜報活動における例外としての盗聴、会話、電子機器による通信の傍受と公開の制限についての明確化。 |
| 第206条        | 1978年の外国諜報活動監視法に基づくロービングによる監視の権限。                                 |
| 第207条        | 外国諜報活動監視法に基づく外国勢力のエージェントである非アメリカ人に対する監視の期間。         |
| 第209条        | 令状を要求するためのボイスメールの押収。                                                       |
| 第212条        | 生命と身体を保護するための電子機器による通信の緊急的な公開。                                   |
| 第214条        | 外国情報活動監視法に基づくペンレジスター装置とトラップ・アンド・トレース装置の使用の権限。     |
| 第215条        | 外国諜報活動監視法に基づく記録や他の資料へのアクセス。                                         |
| 第217条        | コンピュータへの侵入者の通信の傍受。                                                           |
| 第218条        | 外国の諜報活動の情報。                                                                         |
| 第220条        | 電子機器の証拠を押収するための捜査令状による全国規模の捜査活動。                               |
| 第223条        | 承認を経ずに公開された情報に対する民事責任。                                                   |
| 第225条        | 外国諜報活動監視法に基づく盗聴における法令遵守の免除。                                         |

### 第3章 テロリズムを予防するための資金洗浄対策
愛国者法の第3章は「2001年の国際的な資金洗浄の排除および金融反テロリズム法（International Money Laundering Abatement and Financial Anti-Terrorism Act of 2001）」と題され、国際的な資金洗浄と金融テロリズムの予防、発見、告発を目的としている。それは先に制定されていた1986年の資金洗浄規制法(MLCA)と1970年の銀行秘密法(BSA)の一部を改正するものである。それは3つの節に分かれており、第1節は主に資金洗浄、特に国際的なもの、に対する銀行の規制の強化を取り扱っている。第2節では法執行機関と金融機関のコミュニケーションの改善、利用記録保持期間の拡大と当局の要請への報告について触れられている。第3節では、最高刑の4倍が科せられる外国通貨の偽造を含む通貨の密輸と偽造を取り扱う。
第1節では、アメリカ政府にとって懸念となっている資金洗浄について、世界における取引の総量の示す記録の所持の強化を金融機関に要請した。それはまた、金融機関に銀行口座の実質的な所有者と誰がそれを利用しまたは銀行経由支払口座を通じて資金を迂回する権限が与えられているのかを特定するための有効な手段を与えた。財務省が課した規制は、金融業界内で資金洗浄を予防するために情報を共有することを目的としている。新たな規制は、記録の保持の要求の拡大とともに、当局が資金洗浄の活動を特定することをより容易にし、資金洗浄を行う者が隠れてそれを行うことをより困難にさせた。この節では、もし資金洗浄が見つかった場合、資金洗浄を行った疑いのある者の資産は凍結されることが明記された。金融機関における資金洗浄を削減しようとする努力のなかにおいて、財務省には資金洗浄を予防するための施策を取らなかった金融持株会社と銀行のその他の銀行や金融持株会社との合併を規制する権限が与えられた。同様に、資金洗浄対策を取らなかった保険業者と非保険業者の合併も規制された。
規制は口座や海外の銀行に対しても行われた。それはアメリカに活動の実態のない銀行またはアメリカ以外の国において金融当局の監督の対象となっていない銀行の活動を禁じている。また、そのような銀行は金融機関において口座を利用することを禁止または規制されている。現在金融機関は、アメリカ国外の銀行の利害関係者を調べるだけでなく、個人的に所有するすべてのコルレスバンクの口座の所有者を特定する手続きをも行わなければならない。
それはそのような銀行が資金洗浄に関与していないかどうかを確認するためにアメリカの機関によって行われる調査のために適用されると期待されている。銀行はアメリカにおいてアメリカ人以外によって開設されたすべての個人の銀行口座の名目上および実質的な所有者を特定しなければならない。もしそれが収賄を行った公務員の代理人によって所有または維持されていることが疑われる十分な合理的理由がある場合には、さらなる調査が行われることが期待されている。現在、アメリカ国内から外国の銀行へ送金された預金はすべて、外国の銀行がアメリカ国内に持つ銀行の口座から銀行間の取引を通じて行われたと考えられている。このようにして、アメリカ国内の金融機関におけるすべての口座において、銀行間の取引を通じて外国の銀行口座に移動された資産は全額に至るまで、差押、押収または令状の発布の対象となりうる。銀行間の取引を利用した集中口座について、そのような口座によって効果的な口座の取引の履歴の情報が提供されることはなく、そしてこれは資金洗浄を行うために利用されうるため、集中口座には規制が課せられている。金融機関は顧客が特定の資産を集中口座へ直接移動したり、集中口座から引き出したり、または集中口座を通じて資産を移動することを禁じており、また顧客に対しそのような口座が存在することを教えることも禁止されている。金融機関が顧客に対しそのような口座を特定することにつながる情報を提供することは許可されていない。金融機関はすべての顧客に対し単独あるいは複数で所有する資産の集中口座がどこにあるかを記録し、特定する方法を使って追跡することが求められている。
資金洗浄の定義は、暴力的な罪を犯すためにアメリカ国内の金融機関で取引を行うことや公務員の贈収賄と税金の不正取引、規制されている軍需物資の密輸あるい違法な輸出、そしてアメリカの司法長官による許可を得ていない銃または弾薬の輸入あるいは持ち込み、輸出管理制度（Export Administration Regulations）のもとで規制されているすべての貨物の密輸を含むよう拡大された。それにはアメリカが外国と締結している条約のもとで行われる犯罪人の引き渡し、またはアメリカが締結している条約のために必要とされている人物の訴追、知的財産権を侵害する物品の輸入の取り締まり、サイバー犯罪、そして1938年の外国エージェント登録法（Foreign Agents Registration Act of 1938）に違反するすべての重罪もまた含まれている。それはまた、アメリカの司法権が及ぶ域内において、規制された物資の製造、輸入、販売または輸送に関与する外国に対して圧力をかけるための資産の凍結も認めている。現在、諸外国はアメリカの地方裁判所によって執行された資産の凍結または判決の通知について解決策を模索している。これは、アメリカ政府が外国人の資産の凍結または没収するための判決を得るために、どのようにして差押令状を申請するかを定めた新しい法律を通じてなされた。そのような申請が審理される際には、外国の裁判所の適正な手続きに従う能力に重点が置かれている。愛国者法はまた、財務長官に、アメリカまたは他国の金融機関への振込の名義人を含め、どこで振込が行われ、どこで引出が行われたか情報を残すとともに、すべて適切な手続きを取ることを外国の政府に促すよう求めている。財務長官はまた、資金洗浄、経済犯罪、そしてテロリスト集団の経済活動の捜査における国際的な協力を促すよう命じられている。
愛国者法はまた、公務員の汚職に対する刑事罰について紹介している。公務を行う際に収賄を行った政治家または公務員、贈賄を行った者を含む、は、当人が賄賂を行った額の3倍以下の罰金を科されるか、または15年以下の懲役、または罰金と懲役の双方が課せられる。刑罰は10日以内に口座を閉鎖するよう司法長官または財務長官に命令されたにもかかわらず従わなかった金融機関にも適用される。金融機関には10日間の期限が過ぎた後、1日遅れるごとに1万ドルの罰金が科せられる。
第2節は、資金洗浄を行うことをより難しくさせ、法執行機関と規制を行う当局がより容易に取締りを行うための試みとして、銀行秘密法のいくつかの改正として行われた。銀行秘密法の1つめの改正は疑わしい活動の報告を受け取った職員または当局が、情報機関に通知することを許可するものである。利用記録の保持と取引報告に関連する問題を解決するため、数多くの改正がなされた。1万ドル以上の硬貨と外国の貨幣を利用した取引が行われた際には書類を作成することが新たに求められ、銀行秘密法の報告が求めている要求を回避する方法での振込は違法とされた。当局による資金洗浄対策の規制と審査をより容易にするため、メインストリーム以外の金融システムを用いる非公式の価値移動システムを操作するマネー・サービス・ビジネス、が金融機関の定義に含められた。
金融機関は疑わしい振込について報告を行うことが義務づけられるよう銀行秘密法は改正され、そのような報告を行うことをより容易にするための試みがなされた。財務省には金融犯罪捜査網（Financial Crimes Enforcement Network、FinCEN）と呼ばれる部局が組織され、金融機関は安全なコンピュータネットワークを構築し、疑わしい振込があった場合にはそれを報告し、関連する疑わしい活動が行われた際には警告を発することが命じられた。これらの報告の要求とともに、数多くの条文が資金洗浄の予防と告発に関連づけられた。金融機関は資金洗浄対策の計画を立てることが命じられ、銀行秘密法は資金洗浄対策のよりよい戦略を定義するために改正された。資金洗浄と取引報告義務命令（Geographic targeting order、GTO）と一定期間の利用記録の保持に違反に対する民事および刑事罰もまた強化された。銀行秘密法の小節Bの数多くの改正を通じて、法執行機関に連邦準備銀行のすべての建物、土地、財産と人の保護を要請し、委員会がこの権限を連邦準備銀行に与えることを許可するよう連邦準備制度理事会の委員に権限が与えられた。もうひとつの手段は、アメリカのテロとの戦いを支持する行動をとっている国を支援するため、アメリカの国際的な金融機関の経営責任者の声と票を用いることを指示することである。金融機関の経営責任者は今や、テロリズムに関与または支援する人物に対して支払いが行われていないかどうかを確実に監査することが求められている。
第3節は、通貨の犯罪について取り扱う。その多くは銀行秘密法の影響のため、資金洗浄を行う者がそれを行う際には伝統的な金融機関を回避し、ビジネスには現金決済を用いてきた。大量の現金の移動による資金洗浄を阻止するための新たな方策として、主に刑事手続における没収と資金洗浄に対する刑事罰の強化に焦点があてられた。議会は犯罪者が資金の振込の報告を巧妙に回避し、資金洗浄が報告されることはほとんどなく、それが不十分であることを見い出し、大量の現金の密輸はそれ自体が罪であることにしたほうがよいと判断した。そのため、犯罪者が通貨取引の報告を回避するために、1万ドル以上に相当する物や金を人を通じてあるいは貨物、商品の購入またはコンテナの運搬を通じてアメリカから輸出または他の国から輸入した場合、罪になるように銀行秘密法は改正された。そのような罪による刑罰は5年以下の懲役が科せられ、密輸された財産はすべて没収される。また通貨取引報告違反に対する民事および刑事罰は、犯罪にかかわった被告人の財産と被告人に関わる財産は没収されることとされた。許可を得ずに企業活動によって金銭を送り届けることもまた、法律によって禁じられている。2005年、米国愛国者法のこの条項は、イギリスの武器取引商で2003年8月に政府のおとり捜査によって逮捕されたハーマント・ラカニの資金の移動の手助けをしたイェフダ・アブラムを起訴するために用いられた。ラカニはミサイルをソマリアの軍人のふりをしたFBIのエージェントに売却しようとしていた。偽造の定義はアナログ、デジタルまたは電子機器による写真の再現像にまで含まれるよう拡大され、そのような再現像機器を所有することも違法とされた。罰則は20年以下の懲役へと強化された。資金洗浄の「非合法活動」にはテロリストに物資の提供または海外のテロリスト機関に資源を提供することが条文に含まれるように拡大された。法律はアメリカの司法権が及ぶ領域外において不正行為に関与または共謀する者について明記し、アメリカに対する有害となるものは、アクセス装置を利用した詐欺行為とそれに関連する活動について定めた合衆国法典第18章第1029条合衆国法典第18編第1029条 18 U.S.C. § 1029に基づき起訴される。

### 第4章 国境の保全
第4章は、司法長官と移民帰化局（Immigration and Naturalization Service、INS）に、法律の執行と監視の権限を与えるため、1952年の移民国籍法（INA）を改正するものである。司法長官には、アメリカ北部国境の移民帰化局に常勤雇用者（full-time employees、FTEs)の数を観察することを命ずるよう権限が与えられた。国境警備隊、税関と移民帰化局の職員を3倍に増やすための予算が計上され、移民帰化局と税関によるカナダとの北部国境の監視の業務を改善するための設備の導入のための予算は5000万ドルさらに増額された。また、移民帰化局には、職員に最大で年間3万ドルの時間外労働の給与を支払うための権限も与えられた。ビザの発給を求める請願者に対してビザを与えるかどうか、そして請願者をアメリカに入国させるかどうかを決めるため、国務省と移民帰化局には、国家犯罪情報センター（National Crime Information Center、NCIC）の州際身元確認インデックス（Interstate Identification Index、NCICまたはIII（トリプルアイ）や 指名手配人物ファイル、その他の機関が保有する犯罪者の情報にアクセスする権限が与えられた。国務省には、指紋を取るための手続きに関わる最終的な規則と、国務省がこの情報を利用することが許される条件についてを策定することが求められている。さらに国立標準技術研究所(National Institute of Standards and Technology、NIST)は、アメリカのビザを申請する個人を特定するための技術的な標準を策定することが命じられている。省庁や電子システムのプラットフォームを横断して技術の標準を作成する理由は、個人の特定と異名によるビザ取得防止のために行われる背景調査のためである。この報告書は2002年11月13日に発表されたが、国立標準技術研究所によると、これはのちに「指紋押捺システムは現在の最新式の指紋認証システムほど正確ではなく、1998年に利用されていた民生用の指紋認証システムとほぼ同じレベルであることが明らかにされた」。この報告書はのちに2002年の国境安全保障拡充とビザ申請改革法（Enhanced Border Security and Visa Entry Reform Act of 2002）の303条（a）項によって改正された。
小節Cのもと、テロリズムに関する様々な定義が変更あるいは拡大された。外国の諜報機関の外国人のメンバーあるいは代表、またはテロリズムを行おうとする集団がアメリカに入国することができないよう、移民国籍法は遡及的に改正された。この規制の強化には、そのような外国人の家族も含まれる。「テロリストの活動」の定義は、爆発物や銃火器だけでなく、いかなる危険な装置を使った行動も含まれるよう強化された。「テロリストの活動に従事する」こととは、参加する、または計画すること、あるいはテロリズムの活動の準備を請け負うことであると定義された。この定義には、諜報機関による潜在的なテロリストに対する情報収集、 テロ組織による資金の調達、あるいはテロ行為を請け負う人材の募集が含まれている。そのような活動を実現することを計画している人物に知識を提供することがテロリストの活動を請け負うことであると定義された。そのような支援には安全な場所、輸送、通信、資金、資金の振込またはその他の経済的利益、虚偽の書類または身元証明、武器（化学、生物、放射能兵器を含む）、爆発物、テロリストの活動訓練の支援を提供するなどの物質的な援助が含まれる。ある組織がテロ組織であるかどうかをするため決定するための移民国籍法の明示的な基準はテロリストの活動の定義を含むよう改正された。これらの改正は遡及的に行われたが、それは合衆国法典第8章第1189条合衆国法典第8編第1189条 8 U.S.C. § 1189のもとで国務省によってテロ組織であると認定される前に組織に加入したメンバーに適用されるのではなく、組織を脱退した者に適用される。移民国籍法は愛国者法によって改正され、拘留を命じるための新しい条文が追加された。
それはまた、ビザが認められなかったり国外に追放されなければならない人にも適用される。なぜならそれは彼らが違法なスパイ活動に従事するための入国、違法な物品、技術または国家機密に関わる情報輸出、政府を管理下に置くか転覆、それともテロリストの活動と関係があるか関係を持とうとしていたことが確認されたからである。司法長官または司法次官は、そのような外国人を、彼らがもはや釈放されるべきであると考えられない限り、アメリカから退去するまで拘留し続ける。外国人が拘留されるのは最長90日間であるが、彼らが国家の安全保障にとって脅威であると考えられる場合には、6か月まで延長できる。しかしながら、外国人が罪を犯したり、または外国人の拘留から7日以内に国外退去の手続が始まらなければ、外国人は釈放される。しかしながら、司法長官は、それを無効にする決定を下すことができるが、法律によってそうすべきでないとされる場合を除き、そのような拘留を6か月ごとに審査しなければならない。拘留された外国人は、6か月の間に、必要な書類に記入することよって、確認の再審査を求めることができる。これに関連する作為または決定に対する司法による審査は、司法による確認の利益の審査を含め、ヘイビアス・コーパスによる手続きのもとで行われる。そのような手続きは合衆国最高裁判所、最高裁の裁判官、コロンビア特別区巡回区合衆国上訴裁判所、その他に申請する裁判所がない場合には合衆国地方裁判所に、必要な書類に記入することにより、申請を開始することができる。上訴に対する最終的な判決はコロンビア特別区巡回区合衆国上訴裁判所が下す。愛国者法の条文により、そのような決定による6か月の間、司法長官から毎月報告書を作成することが求められ、下院司法委員会と上院司法委員会に提出される。
国務長官は、1996年の不法移民制度改革および移民責任法（Illegal Immigration Reform and Immigrant Responsibility Act of 1996（IIRIRA）に記述されている空港、海港、陸続きの国境の入口のための統合された出入国データシステムを完全に実施することを推進しなければならないという認識が議会によって与えられた。彼らはまた、司法長官は、2000年の移民および帰化サービスデータ管理改善法（Immigration and Naturalization Service Data Management Improvement Act of 2000）の第3章に記述されている、統合された出入国データシステムタスクフォースをただちに発足させなければならないということを見出した。議会が出入国データシステムの開発において最も重視しているのは、生体認証技術を利用し、また入国における認証の際に必要となるドキュメントの作成において偽造することができないものを開発することである。彼らはまた、法執行機関が所有しているデータベースと照合できるシステムを望んでいる。司法長官は、不法移民改革および移民責任法の第641条（a）項によって創設された、すべての海外留学生の入国の日付と場所を記録する海外留学生監視プログラムを実施し、拡充することを命じられている。プログラムの内容はその他に、司法長官による承認を受け、教育長官、国務長官への諮問を経た航空学校、語学研修学校、専修学校を含む入学を許可した教育機関の情報を含めるよう拡大された。司法省には、プログラムの実施のために、3600万ドルの予算が割り当てられた。
国務長官は、2007年9月30日まで、会計年度ごとに合衆国法典第8章第1187条合衆国法典第8編第1187条 8 U.S.C. § 1187に記載されているビザ免除プログラムについて審査し、議会に報告することを命じられていた。国務長官はまた、ビザ免除プログラム制度のもと、パスポートの偽造や盗難の予防、および偽造することのできないパスポートを開発するためのプログラムが確立されている国かどうかの国籍を確認するための方法の実施状況について調査するよう命じられていた。国務長官はまた、複数の領事館にビザを申請することが問題になっていないかどうかを議会に報告することを命じられていた。
ジョン・コニャーズ上院議員とパトリック・リーヒ上院議員によって導入された最後の節において、テロリズムの犠牲者、およびその家族を保護するための移民制度が設けられた。彼らは、犠牲者の家族のなかには、彼らが何も間違いを犯していないのにもかかわらず、9月11日のテロリストによる攻撃のために、重要な期限に間に合うことができなかったか、あるいはテロ事件によって彼らの配偶者が死亡したため、特別移民の地位が適用されなくなってしまい、アメリカに永住するには不適格であるとされている人々がいると認識している。

### 第5章 テロリズムの捜査に対する障害の除去
それにより司法省は、テロリズムを退治し、テロリストの行為を予防するための支援を呼びかける広告に従う者に対して、司法長官が報奨金をと支払うことができるようになった。25万ドル以上の報奨金は司法長官または大統領の個人的な承認がなければ支払われないか提示されず、報奨金が承認された場合、司法長官は上下両院の商務・司法・司法科学関連機関小委員会の委員長と少数派党の委員に通知しなければならない。1956年の国務省基本権限法（State Department Basic Authorities Act of 1956）は改正され、国務省は報酬を提供できるようになり、司法長官と相談しながら、テロリスト組織の完全な解体あるいは大幅な縮小、そしてテロリスト組織の重要人物の特定を行う。アメリカとカナダに対するテロリストの行為を防ぐことができると国務長官が判断した場合には、500万ドル以上の懸賞金を支払う権限が与えられた。DNA分析未処理サンプル排除法（DNA Analysis Backlog Elimination Act of 2000）は、連邦政府が作成するテロリズムまたは暴力的な犯罪を行った者のリストに掲載された人物のサンプルを含めるよう改正された。また、連邦政府の省庁は法執行機関と情報を共有することができるようになり、もうひとつの障壁が取り除かれた。こうして愛国者法は今や、電子機器を使用した監視または物理的な捜索を通じて情報を獲得した連邦政府の職員が、起こりうるあるいは実際の攻撃、破壊活動、国際的なテロリズム、諜報機関または外国勢力のネットワークによる秘密の諜報活動から国を守るために行われる審査において、連邦政府の法執行機関の職員と相談しながら調整を行うことを可能にした。
シークレットサービスの管轄権は、コンピュータ犯罪、 アクセス装置犯罪、虚偽の身元証明書または装置、アメリカの金融機関に対するすべての犯罪活動を含むよう拡大された。教育総則法（General Education Provisions Act）は、テロリズムの連邦犯罪であると定義されている攻撃的な行為に対する審査または手続きのために、司法長官または司法次官が関連する教育記録を収集、保持し、教育省または機関が所有することを認めるよう改正された。司法長官または司法次官は、「教育記録が『テロリズムの連邦犯罪に関与しているかもしれない』情報を含んでいるおそれがあると信ずるに足る特定の明瞭な事実があるかどうかを確認しなければならない」。教育記録を残す教育機関が、そのような要請があった場合に記録を提出することによる法的責任はすべて免除される。
愛国者法で最も論争を呼び起こしたもののひとつが第5章とそれに関連する国家安全保障書簡（National Security Letter、NSLs）である。FBIによる国家安全保障書簡は行政府による召喚令状の形式をとり、CIAと国防総省を含む他の省庁もまた同様であると伝えられている。令状は特定の法人または組織に属する個人について審査に必要な様々な記録とデータを収集するために発布される。それらは相当な理由または司法による監督を必要とせず、また令状の受取人が令状が発布されたことを公開することを禁止する裁判所による命令（口外禁止規定、Gag order）が含まれている。第5章により、以前はFBI長官または副長官しかできなかったそのような要請による国家安全保障書簡の発行が捜査局の特別職の職員もまた発行できるようになった。愛国者法のこの条項は、不特定の集団に対するアメリカ政府による国家安全保障書簡の発行が、憲法修正第1条および第4条に違反しているとしてアメリカ自由人権協会が訴訟を起こした。なぜなら国家安全保障書簡の発行に対して裁判で反対する法的手段がないこと、そして書簡の口外禁止規定のために命令について書簡の対象となる人物に対して司法長官から知らせることが許されていないのは違憲であるからである。裁判所はアメリカ自由人権協会の主張を受け入れ、 違憲であるとの判決を下した。
のちに米国愛国者法は再認証され、国家安全保障書簡に対する司法による審査の手続を明記するよう改正された。国家安全保障書簡の受取人は、司法長官または他の必要な部署に対し、命令を受け入れるかまたは不服を申し立てるために書簡を受領したことを公開することができるようになった。
しかしながら、2007年合衆国地方裁判所は再認証された国家安全保障書簡ですら無効を宣言した。なぜなら口外禁止規定に対する有意義な司法による審査はなされず、違憲状態にあると判断されたからである。

### 第6章 テロリズムの被害者およびその家族に対する支援
第6章は、アメリカ犯罪被害者支援基金（U.S. Victims of Crime Fund）を創設し、管理するために、1984年の犯罪被害者支援法（Victims of Crime Act of 1984、VOCA）を改正するものである。犯罪被害者支援法の改正は、公安省の職員またはその家族に対する経済的な支援の速度を改善し、促進するために行われた。法律の改正により、公務の遂行中にけがまたは死亡した職員に対する支援金は30日以内に支払われなければならなくなった。司法次官の権限は、米国愛国者法の第614条により、公安省職員共済プログラム（Public Safety Officers Benefits Program）を含む司法計画室（Office of Justice Programs）のすべての組織に対して許可を与えることができるよう拡大された。犯罪被害者支援基金に対する予算は増額され、給付を受ける方法が変更された。犯罪被害者補償プログラムによって給付を受けるための資格を満たした者に対する犯罪被害者支援基金を通じた給付の金額は、基金の総額の40％から60％へと増額された。犯罪被害者補償プログラムは、海外で被害に見舞われたアメリカ国民に対する補償も行う。補償の適用を求める者に対してはミーンズテストが行われる。犯罪被害者法により、監督官は犯罪被害者支援基金から給付を受ける者に対して、1年ごとに犯罪被害者支援プログラムへと適用の変更を求めることがある。犯罪被害者支援法の改正は、コロンビア特別区、 プエルトリコ自治連邦区、アメリカ領ヴァージン諸島またはその他のアメリカの領土に居住する犯罪被害者に対しても行われた。犯罪被害者支援法はまた、テロリズムまたは大規模な暴力事件における被害者に対する補償と支援も提供する。この改正により、監督官は、犯罪被害者補償制度と犯罪被害者支援プログラムの資格を満たす者と、被害者支援組織の職員、連邦政府、州、または地方の公共団体の職員、または犯罪の被害者に支援を提供する非政府組織の職員で被害に見舞われた者に対する精神的なケアの提供を要請することができるようになった。基金は、緊急救助、緊急事態に対応するための努力や支援、補償、訓練とテロリズムの審査と起訴手続における技術援助に対しても利用される。

### 第7章 重要基盤の防護のための地域的情報共有の増進
第7章には1つの節がある。この章の目的は、国境付近におけるテロリストの活動に対するアメリカの法執行機関の能力の向上である。それは1968年の包括的犯罪取締及び街頭安全法（Omnibus Crime Control and Safe Streets Act of 1968）を改正することによってなされた。

### 第8章 テロリズムに対する刑法の強化
第8章では、テロリズムの定義またはその新たな刑の創設または再定義を扱う。それにより、「国内におけるテロリズム」という用語は、テロリストの活動として、大量破壊兵器を用いた活動、暗殺または誘拐が含まれるよう再定義された。その定義はまた、 「アメリカまたは他国の刑法に違反する人間の生活にとって危険な」活動であるとされ、さらに、アメリカ国内において、「一般市民を恐怖に陥れることまたは何かを強要すること」、「脅迫してまたは強制的に政府の政策に影響を与えようとすること」、または「政府が指揮する活動に対して大量破壊兵器、暗殺、誘拐によって影響を与えようとすること」であるとされた。
テロリズムにはまた架空の問題を解決する詐欺の定義が含まれている。「保護されたコンピュータ」、「被害」、「刑」、「人」、「損失」などの用語を含め、サイバーテロリズムに関連する用語もまた再定義された。
公共交通機関に対して攻撃を行う者に対する刑罰が新設された。乗客のいない車両に対する攻撃に関与した者は、最大で20年の懲役が科される。しかしながら、乗客がいたときに公共交通機関の車両またはフェリーを攻撃した場合、または攻撃の結果死者が出た場合には、刑罰は無期刑となる。
この章により、予防医学、善意による研究またはその他の平和的な目的以外で、生物兵器になりうる薬物、毒物、または流通システムを武器として使用することについて定義するよう生物兵器に関する法律は改正された。生物兵器になりうる薬物、毒物または流通システムを使用しながら、正当な理由なくそれらを取り扱っていた者は、10年の懲役または罰金またはその両方が科せられる。
テロリズムを支援すると思われる予防あるいは刑罰に処すべき活動に対する多くの措置が導入された。テロリストをかくまうかまたは隠した者は、罰金または10年以下の懲役、またはその両方が科せられる。アメリカまたはアメリカの市民に対するテロリズムの活動に関与することを計画しているすべて集団または個人のすべての外国または国内の資産を凍結する権限を与えるよう、アメリカの資産凍結に関連する法律は改正された。また、さらなるテロリストの活動の目的のために、彼らが個人または組織によって資産を獲得し、維持していた場合には、その資産は凍結される。愛国者法の第805節は、テロリストに対する「物質的な支援」、および、特に「テロリズムに関する専門的な知識の助言または支援」を禁じている。これは人道法プロジェクト（Humanitarian Law Project）がアメリカ政府に対して民事訴訟を提起した後、アメリカ合衆国連邦裁判所によって違憲であると判断された。裁判では、それが合衆国憲法修正第1条に違反しており、その条項は平均的な知能を持つ人がそれらが法律に違反しているかどうかを予想するためには非常にあいまいであり、こうして違法であることを知らずに攻撃に関与する状況が起こることにつながると判断された。裁判所は、これが恣意的なまたは差別的な法律の執行を許す効果を持つ可能性があるだけでなく、修正第1条によって保障された権利が萎縮してしまう可能性があると判断した。
議会はその後「物質的な支援または資源」、「訓練」、「専門的な助言または資源」の意味を明確に定義することによって法律を改善した。
サイバーテロリズムは様々な方法によって取り扱われた。保護されたコンピュータに対して損害を与えた者、または権限が与えられていないにもかかわらず、コンピュータにアクセスし、攻撃に関与した者には、刑罰が適用される。これらの攻撃には、他人に合計5000ドル以上の損害を与えること、または誰かの医療的な診察、診断、または治療を受けるような悪い影響を与えることが含まれる。また、他人にけがをさせること、公衆の衛生または安全にとって脅威となること、または裁判、国防、または国家の安全保障の手段として使われている政府のコンピュータに損害を与えることなどの行為も含まれる。保護されたコンピュータを通じて強要、強奪を企てることもまた禁じられている。コンピュータウイルスまたは他のソフトウェアのメカニズムによって保護されたコンピュータに被害を与えようとする者には10年以下の懲役が科せられ、権限が与えられていないにもかかわらず保護されたコンピュータにアクセスし、その後保護されたコンピュータに被害を与えた者にはさらに5年以上の懲役が加算される。しかしながら、2度目の攻撃を行った場合には、刑罰は最大20年の懲役に増加する。はまた、サイバーセキュリティにおけるフォレンジクス能力の向上と支援を明記している。愛国者法は、押収したコンピュータ内に残っている犯罪活動とサイバーテロリズムに関連する証拠を調査する能力を持ち、連邦政府、州および地方公共団体の法執行機関の職員とコンピュータ犯罪が専門の検察官に訓練と教育を施す能力を持つ地域的なコンピュータ・フォレンジクスの研究所を設立し、「複数にまたがる管轄権を持つタスクフォースを利用することを含め、連邦政府の法執行機関と州および地方公共団体の法執行機関の職員と検察官によるコンピュータに関連する犯罪についての手続において、コンピュータ犯罪に関連する調査、分析と手続についての専門的知識と情報の共有を促進、奨励する」ことを司法長官に命じている。そのような研究所を設立するための予算として、合計5000万ドルが割り当てられた。

### 第9章 諜報活動の改善
第9章は、中央情報局長官（Director of Central Intelligence、DCI）に、外国諜報活動監視法のもとで収集された外国の諜報活動の情報の必要条件と優先順位を創設することを求め、物理的な捜索または電子機器を使用した監視によって得られた情報を精度の高いものにし、司法長官に助言を提供するため、1947年の国家安全保障法（National Security Act of 1947）を改正するものであり、効率的で効果的な外国の諜報活動の情報収集を行うことを目的としている。それは法執行機関が審査している案件を危うくする情報を除外しながら、司法省が獲得した外国の諜報活動の情報をすべて公開するよう、司法長官または法律の執行に責任を負う連邦政府の他の省庁の長官に要求した。司法長官と中央情報局長官は、インテリジェンス・コミュニティーからの情報に基づいた外国の諜報活動の情報および起こりうる外国の諜報活動による犯罪活動の審査の意図を司法長官に通知するための手続きを速やかに改善することを命じられた。国家安全保障法のもとでは、国際的なテロリストの活動の情報収集は外国の諜報活動に焦点をあてたものに限られていた。
多くの報告書の作成が様々な諜報活動に関する政府の省庁に委託された。委託されたもので最善の手段のひとつとして、アメリカのインテリジェンス・コミュニティーからの諜報活動の情報の断片をタイムリーかつ正確に翻訳し、コミュニティーの活動の支援するための自動翻訳装置の開発を目指した国立仮想翻訳センター（National Virtual Translation Center、NVTC）の設立が挙げられる。2002年2月1日、愛国者法はこれに対し提供するよう求めた。しかしながら、「中央情報局長官による国立仮想翻訳センターについての報告、インテリジェンス・コミュニティーの外国語能力の向上」と題された報告書が2か月以上経った後受理され、そのなかで上院諜報活動特別委員会は「遅れたうえに、この法律を作成する際に、それによって委員会にタイムリーかつ価値ある情報が提供されるという条文の文言に明らかに違反している」と報告した。別の委託された報告書では、財務省の外国テロリスト資産追跡センター（Foreign Terrorist Asset Tracking Center）と外国資産管理局（Office of Foreign Assets Control）の再構成による実用可能性と望ましさについて触れられている。それは期限が2002年2月1日までだったが、未だ書かれていない。上院諜報活動特別委員会は後に「中央情報局長官と財務長官は報告することができず、今回、米国愛国者法の節に直接違反した」と不満を述べ、彼らはさらに「法律によって義務づけられている報告はただちになされなければならず、それは法律が義務づける要求の報告をなぜ監督官がすることができなかったのか状況を説明する節が含まれていなければならない」と命令した。
その他の措置として、2002年2月1日までに職員または社員が職務のテロリズム対策を妨げるような認可の準備と提案に関わっていた場合、諜報活動と諜報活動に関連する問題についてのいくつかの報告は、2002年2月1日または2002年2月1日の後のある日まで延期されることが許された。そのような延期は、それが認められる前に議会による承認を必要とする。司法長官は、外国の諜報活動の情報を確認し、利用することを職務とする専門家としての職員の訓練に携わる。政府の職員には、通常は外国の諜報活動について接したり伝達したりする機会がない連邦政府の職員、および職務の遂行中にテロリストの活動または外国による諜報活動の現場に遭遇する可能性のある州および地方公共団体の職員も含まれる。インテリジェンス・コミュニティーの職員および従業員が合法的な諜報活動を行い、インテリジェンスに関わるすべての人、法人または集団と関係を築き、維持する努力を奨励する議会声明が発表された。

### 第10章 雑則
第10章は、米国愛国者法の他の節に実際に適合させることができなかった様々な法律を制定あるいは改正した。危険物の取り扱いは、背景調査を通過し、彼らが危険物を取り扱うことができることを実践によって示した者に限り、許可された。司法省の監察総監室(United States Department of Justice Office of the Inspector General)は、司法省に対するすべての公民権の侵害の申し立てを観察、調査し、議会に報告する職員を任命するよう命じられた。それは持ち主が傍受を許可したか、あるいは捜査において法律に従って関与していた保護されたコンピュータを通じたまたはそれによる通信の傍受を除外するよう「電子機器を使用した監視」の定義を改正した。
資金洗浄の事例では、資金洗浄が行われたかあるいは資金洗浄の振込が開始されたところに至るまで、現在厳しい規制が課せられている。また、資金洗浄に関与した外国人がアメリカに入国することは禁止された。テロリズム発生時の支援およびテロリズム予防のため、ファースト・レスポンダーには支援が提供される。麻薬取締局（Drug Enforcement Administration、DEA）には、南および東アジアの警察の訓練のため、500万ドルの予算の権限が与えられた。司法長官は、アメリカに入国しようとする人の身元を確認し、犯罪者である疑いのある人物を記すため、FBIのデータベースと照合するための生体認証技術を利用した装置の実現可能性について研究するよう命じられた。また、テロリストの疑いのある人物が航空機に搭乗する前に航空会社に彼らの名前を提供する技術の実現可能性の研究も命じられた。国防総省には、安全保障上の理由で随意契約を結ぶため、彼らの財源を利用する一時的な権限が与えられた。最終章はまた、慈善団体の代理として電話勧誘販売を行う業者に対して団体の目的や代表の名前、メールアドレスなどその他の情報の開示を要求する電話勧誘販売による消費者詐欺・悪用予防法（Telemarketing and Consumer Fraud and Abuse Prevention Act）を改正する情け深いアメリカ人に対する犯罪防止法（Crimes Against Charitable Americans Act）と呼ばれる新たな法律を生み出した。それはまた、赤十字社の職員を装ってそのような不法行為に関与した者に対する刑罰を1年の懲役から5年の懲役へと強化した。

## 再認証
当初はこの法律の多くの条項は時限法（sunset provision）で4年後の2005年12月31日までであった。しかし、恒久化の動きは強くなり、2005年7月、アメリカ合衆国上院は相当程度の改正をした恒久化法を可決し、アメリカ合衆国下院は大部分について存続させる法案を可決させた。
両法案に対しては、市民の権利を無視していると批判する一部の両党上院議員から両院協議会で批判があったが、協議会での成案が、上院の修正部分の大部分を削除して、2006年3月2日にアメリカ合衆国議会を通過し、ジョージ・W・ブッシュ大統領により2006年3月9日に署名された。
1. 第215条に基づいて捜査される図書館帯出記録や医療記録のような敏感な情報は、高いレベルの承認と議会へのさらなる報告が要求される。 第215条により、これらの敏感なカテゴリーに属する記録は、FBI長官、副長官または諜報活動を担当する職員の承認なく収集されてはならない。
2. 第215条に基づいて行われるテロリズムまたは外国による諜報活動に関連する審理には、事実の提示が求められる。議会では、第215条を適用するためには、テロリズムまたは外国の諜報活動の情報の獲得するために認められた審理に「関連する」記録の事実の提示が含まれていなければならないと報告されている。議会では、事実の提示において、市民の自由を保護するための手段は現在の法制度には存在していないと報告されている。
3. 第215条の否認または改変を認める要求について、外国諜報活動監視裁判所の判断を明白に認めること。米国愛国者法についての議会の報告は、外国諜報活動監視裁判所による裁量について、第215条の適用の承認または改変だけでなく否認についても明らかにしている。
4. 第215条の要求に基づき、アメリカの人に対する情報の獲得のためには、限界を維持し、普及するため、最低限の手続が求められる。議会による米国愛国者法についての報告は、司法長官にこのデータの限界と普及のための最低限の手続きを創設し、FBIはこの手続きを利用するよう求めている。現在の法制度には、この市民の自由のための手段が含まれておらず、リーヒ上院議員は改正を要求した。
5. 第215条の命令に対し、明白な法的対抗手段を提供すること。現在の法制度は、第215条が適用される前に法的な審理を要求している。議会による米国愛国者法の報告は、第215条による命令が発令された後、第215条による命令を受けた者が外国諜報活動監視裁判所に提訴する前に、法的な審理手続を創設する必要があることを明らかにした。
6. 第215条による命令を受けた者が、命令に従うためあるいは不服を申し立てるための条件を満たすため、司法長官またはその他必要な人物に対して命令を公開すること。現在の法制度は、第215条による命令を受けた者がそのような命令に従うために令状を、司法長官に公開してよいかどうかについて明らかにしていない。保留中の議会による米国愛国者法についての報告は、第215条による命令を受けた者が令状を命令に従うが不服を申し立てるために、司法長官またはその他の必要な人物に公開することについて明確に述べることによってこの問題について明らかにしている。
7. 公的機関による第215条の命令が適用された回数の報告の必要性。リーヒ上院議員とその他の民主党の上院議員の要求により、米国愛国者法の議会報告書は、司法省に第215条の適用の申請、承認、改変、否認された回数の統計を毎年報告するよう求めた。
8. 司法省の独立した査察官が、司法省によるすべての第215条に基づいた監査を指揮すること。議会による米国愛国者法についての報告書は、司法省の独立した査察官が司法省による第215条に基づいたすべての指揮することについて、行政機関によるさらなる情報と議会の監視を求めている。
9. 国家安全保障書簡が出された場合に、明確な法的な対抗手段を提供すること。現在の法制度では、国家安全保障書簡が出された場合、それに対して裁判で争うための手段は存在しない。議会の報告書は、国家安全保障書簡が出された場合、裁判で争う明確な権限を認めるよう、国家安全保障書簡を認める存在するすべての法律を改正することを求めている。この市民の自由を保護するための制度は、上院を通過した国家安全保障書簡に関連する法律を1つだけ改正した法案よりもより力強いものであり、現在の法制度には存在せず、アリゾナ州選出で共和党のジェフ・フレーク上院議員が提出したものである。
10. 国家安全保障書簡を受け取った人が、命令に従うか不服を申し立てるため、司法長官またはその他に必要とされる人に書簡を公開してよりかどうかについて明確にすること。現在の法制度では、国家安全保障書簡を受け取った人が、命令に従うか不服を申し立てるために、そのような命令の令状を司法長官またはその他の必要とされる人に公開してよいかどうかについて明らかではない。保留中の議会の米国愛国者法の報告書は、国家安全保障書簡を受け取った人が、命令に従うか不服を申し立てるため、令状を司法長官またはその他の必要とされる人に公開することについてのべることにより、この問題の解決策を明らかにしている。
11. 公開しない命令を国家安全保障書簡に自動的に添付する場合。公開しない要求を政府による認可によって国家安全保障書簡に添付する場合、議会への報告書には目撃者が損害を受けたり国家の安全保障が脅かされるなどの理由の1つを明記し、公開しなければならない。
12. 国家安全保障書簡の公開しない要求に対する法的な再審理。国家安全保障書簡の受取人は、公開しない命令について、受取人が働いているか住んでいる地域の地方裁判所に不服を申し立てることができる。
13. 公的機関による国家安全保障書簡が出された回数の報告。リーヒ上院議員と他の民主党の議会議員らの要求により、米国愛国者法の報告書は、初めて、公的機関によるアメリカの人に対して出された国家安全保障書簡の情報の統計について報告がなされた。
14. 国家安全保障書簡の使用に対する司法省の独立した査察官による2つの監査の指揮。議会による米国愛国者法の報告では、公的機関によるさらなる情報の提供と、2003年から2006年にかけて、司法省の独立した査察官に2つの監査の指揮を求めることによる議会による監視を提案している。
15. 司法省による国家安全保障書簡の使用について、議会へのさらなる報告を求めること。特に、議会の報告書は、上下両院の司法委員会が国家安全保障書簡の利用に関するすべての機密についての報告を受けることを求めている。現在、これらの委員会は、法令によって認められた国家安全保障書簡の機密に関する報告について、その5分の1しか受け取っていない。
16. 司法省に非公開の国家安全保障書簡が必要であるかどうか再審理を求めること。もし国家安全保障書簡の受取人が書簡の発行後1年以上経過した後に公開の禁止について不服を申し立てる場合、司法省は書簡の非公開が必要であったかどうか再審理しなければならず、そうでなければ非公開の要求は誤りであったことになる。
17. 司法省による国家安全保障書簡の非公開の認可の条件の厳格化。リーヒ上院議員の求めにより、この認可の条件の厳格化は、非公開の申請書に必要な項目を満たしたとき、上院によって確認された職員が認可するときだけ適用される。
18. 司法省によるデータ・マイニング・プログラムの使用について、議会への報告を求めること。米国愛国者法の議会報告書は、データ・マイニング・プログラムの議会による監視の拡大を司法省に求め、司法省によるこれらのプロブラムのすべての使用または開発について、議会への報告を司法省に求めている。
19. 遅れの告知付きの捜査令状が発布されてから30日以内の告知を求めること。米国愛国者法の再認証のための議会報告書は、裁判所の裁量によって設定された捜査の遅れの告知の適切な量の時間の標準の厳格化と明確化について、捜査が開始されてから30日以内の告知を求めている。
20. 捜査令状の遅れの告知を90日以内に制限すること。米国愛国者法の議会報告書は、裁判所の裁量によって設定された遅れの告知の期間の延長について、90日以内までと厳格に明確化している。
21. 捜査令状の告知の遅れを延長するため、必要な最新情報の提示を求めること。最善で最新の情報に基づく裁判所による告知の遅れの延長の審理を保証するため、米国愛国者法の議会報告書は、捜査令状の告知の遅れを延長するため、申請者が最新の情報を示すことを求めている。
22. 告知が遅れた捜査令状の使用について、公的機関による毎年の報告を求めること。毎年の報告書には、特に、「前の会計年度における令状と告知の遅れが認められた令状の適用の数、そしてそのような令状と認められたあるいは認められなかった延長の数」が含まれる。
23. ロービングによる監視の申請が認められる前に、さらなる特殊性の提示を求めること。米国愛国者法の議会報告書は、外国による諜報活動とテロリズムの捜査における「ロービング」・タップの申請におけるあいまいさの懸念について、外国諜報活動監視裁判所にこれらを申請する際、「ロービング」・タップを認めるかどうかを審理するため、さらなる特殊性の提示を求めている。
24. 新しい施設を対象とする「ロービング」・タップによる監視を行う際、裁判所に10日以内の通知を求めること。米国愛国者法の議会報告書は、捜査当局者が新たな施設を対象とする「ロービング」による監視を行う際、「ロービング」・タップを行う当局者に外国諜報活動監視裁判所への10日以内の通知を求めている。
25. 現在継続中の「ロービング」・タップによる監視を行っている場所または施設について、全体の総数を外国諜報活動監視裁判所に通知することを求めること。米国愛国者法の議会報告書は、「ロービング」・タップを行う当局の濫用への司法による監視の拡大を提案している。特に、議会の報告書は、監視を行っている当局が、外国諜報活動監視裁判所に、現在も「ロービング」・タップを継続中の場所または施設の数について報告することを求めている。
26. 外国諜報活動監視裁判所による「ロービング」・タップを認める命令にさらなる特殊性の提示を求めること。米国愛国者法の議会報告書は、外国による諜報活動とテロリズムに対する捜査における外国諜報活動監視裁判所による「ロービング」・タップを認める命令についてそのあいまいさについて懸念を表明し、さらなる特殊性の提示を求めている。
27. 外国諜報活動監視法の「ロービング」・タップについて、4年後の日没条項を設けること。外国諜報活動監視法により「ロービング」・タップを行う当局が濫用を行っているという証拠はなかったものの、米国愛国者法の議会報告書は、外国諜報活動監視法によるすべての「ロービング」・タップの濫用を積極的に防ぐため、この条項を4年後の日没に失効させることを提案した。

アメリカ議会図書館の立法の歴史についてのウェブサイト THOMAS には、改正された法案を含め、45日間で成立した300本以上の法案が掲載されている。米国愛国者法は3つの法案によって再認証された。ひとつめは、2005年の米国愛国者およびテロリズム予防再認証法（USA PATRIOT and Terrorism Prevention Reauthorization Act of 2005）であり、2005年7月、上下両院を通過した。この法律は、米国愛国者法と2004年の諜報活動改革およびテロリズム予防法（Intelligence Reform and Terrorism Prevention Act of 2004 (IRTPA）の条項を再認証した。それはテロリストに対する死刑、海港における安全保障の拡充、テロリストの経済活動に対する制裁のための新たな措置、シークレットサービスの新たな権限、覚醒剤の取り締まりの取り組みやその他の様々な条項のに関連する新たな条項を生み出した。再認証したふたつめの法律は、2006年の米国愛国者法追加再認証改正法（USA PATRIOT Act Additional Reauthorizing Amendments Act of 2006）であり、改正されたのち、2006年2月に成立した。
ひとつめの法律は、期限が切れた第2章のふたつの条項を除き、すべてを再認証した。ロービング・タップについて触れられている第206条と外国諜報活動監視法のもと、企業活動の記録へのアクセスを認めた第215条のふたつの条文は、2009年12月31日に改正された。司法による監視と回顧を強化するため、第215節は改正された。またそのような命令は、FBIの長官、副長官、または国家保安部長によるものだけに厳しく限定され、そのような情報の伝搬と収集を制限するための最低限の手続が明記された。また口外禁止規定条項が含まれていた第215条は、被告人が弁護士と接触することを許可するよう改正された。しかしながらその改正は、被告人が命令を公開したFBIの職員に伝えることになることをも意味していた。この条件は米国愛国者法追加再認証改正法によって削除された。
2007年2月27日の土曜日、バラク・オバマ大統領は期限を迎えようとしていた愛国者法の3つの物議を醸した条文を一時的に1年間延長するための法律に署名した。

- 裁判所が承認した複数の電話機を監視するロービング・タップを正当なものであると認めること。
- 裁判所が承認したテロリズム対策の記録と資産の押収の業務を認めること。
- アメリカの市民ではなく、テロリスト集団の構成員としては認識されていないかもしれないが、テロリズムに関与した人物を意味するいわゆるローンウルフに対する監視を許可すること。[187]

2011年2月8日に行われた投票において、下院は愛国者法の条項をさらに2011年の終わりまで延長させることを検討した。下院の指導者たちは、中断している法案に関する規則に従い、議論になっていない法案で成立に3分の2以上を必要とする延長法案の成立をさせるために動いた。投票の結果、愛国者法を延長する法案は成立しなかった。277名の議員が賛成したが、中断している法案に関する規則により、法案の成立に必要な290票には届かなかった。愛国者法は延長されなければ、2011年2月28日に期限を迎えることになっていた。しかしながら、結局それは275票対144票で成立した。2011年2月25日、2011年の外国諜報活動監視法日没条項延長法（FISA Sunsets Extension Act of 2011）は署名され、成立した。
2011年5月26日、バラク・オバマ大統領は、訪問中のフランスで、米国愛国者法の3つの重要な条項、ロービング・タップ、企業活動の記録の捜索（図書館記録帯出記録条項）とテロリスト集団とは関連はないが、テロリストの活動と関係がある疑いがある個人を意味する「ローンウルフ」の監視の指揮、を4年延長する2011年の愛国者法日没条項延長法にオートペンを用いて署名した。共和党の指導者たちは、法案に署名して法律を成立させるためにオートペンを使用することが憲法上の要求に適合しているのかについて尋ねた。
米国愛国者法の国家安全保障書簡の条項は、裁判によって違憲とされたため、法律が合憲となるよう再認証法は改正された。それにより、司法による審査の機会と書簡の受取人に対する正当な法的対抗手段が与えられた。再認証法は、それでも国家安全保障書簡を非公開とし、すべての証拠を非公開かつ一方的に提供されることを許可した。口外禁止規定条項は維持されたが、自動的ではなくなった。それらは、非公開とすることが「アメリカの安全保障にとって危険となる場合、犯罪の捜査の障害となる場合、テロリズム対策または諜報活動対策の捜査の障害となる場合、外交関係の障害となる場合、または人命の安全を確保するために危険を取り除く場合」にのみ、FBIの副長官またはその分野に関わる局の特別捜査官によって承認される。しかしながら、非公開の命令は、被告人が国家安全保障書簡の内容の事実を公開することによって書簡の内容を実行するための支援ができる人や、弁護士に法的な助言をすることができるすべての人に公開できるべきだった。しかしながらまた、受取人はそのような公開をFBIに通知することが命じられた。そのような要求による萎縮効果が懸念されたため、追加再認証改正法は、国家安全保障書簡の受取人がそれについて弁護士に伝える際のFBIへの通知を要求する条項を削除した。のちに追加再認証改正法は、国家安全保障書簡の受取人から、電子的な通信サービスを提供する業者を除き、図書館を排除した。再認証法はまた、司法長官に1年に2回、公正信用報告法（Fair Credit Reporting Act（FCRA）に基づいて要求されたすべての国家安全保障書簡について、上下両院の司法委員会、諜報活動委員会と下院金融サービス委員会および上院銀行・住宅・都市問題委員会に報告することを命じた。
米国愛国者法のロービング・タップ条項についても改正がなされた。そのような盗聴の適用と命令は、もし電子機器を使用した監視の対象となる人物の名前が不明の場合には、それについての記述がなされなければならなくなった。もし監視の対象となる施設または場所の所有者と位置が不明の場合は、10日後、政府はその情報について裁判所において通知しなければならなくなった。その通知には、電子機器を使用した監視が行われるすべての施設または場所の所有者と位置の情報が含まれていなければならない。それはまた、これから監視が行われるまたは過去に監視が行われ、現在も続いている対象について、申請者の思想や信条を判断するため、申請者についての事実や環境についても記述しなければならない。申請者はまた、規定された最低限の手続に基づき、当初の申請または命令に含まれるものとは異なり、状況の変化に応じて電子機器を使用した監視が必要となるかもしれない施設または場所についても詳述しなければならない。申請者は、当局の命令により、電子機器を使用した監視が行われてきた、または行われている全体の総数について、詳述しなければならない。
米国愛国者法の第213条は改正された。かつては「スネーク・アンド・ピーク」令状の対象となる者に対して令状が発布されたことを遅れて通知されることについて、「適切な時間を経て」と述べられていた。それについて、用語が定義されず、また定義されないまま使用される可能性があることは適切ではないと考えられていた。こうして、再認証法はこれを改正し、通知されるまでの期間は、捜査令状が発布された日から30日を過ぎてはならないとされた。裁判所は、相応の理由がある場合には、この期間を延長する機会を与えられた。第213条には、もし「令状が発布されたことをただちに通知することが逆効果になると信ずるに足る相応の理由がある場合には」、通知は遅れてなされることがあると書かれている。これは、特にアメリカ自由人権協会から、法執行機関によって悪用されるおそれがあると批判され、のちに遅れて通知することは、「それにより、裁判を不当に遅らせることにつながる場合に限られる」と改正された。2007年9月26日、米国愛国者法のスネーク・アンド・ピーク条項は裁判所により違憲であるとされたが、オレゴン地方裁判所は、条項が、憲法修正第4条があるにもかかわらず、あまりにも強力な権限を法執行機関に与えすぎているとの見解を示した。
再認証法はまた、米国愛国者法の第212条に基づく通信事業者による緊急的な公開により、議会による監視の機会を増やした。外国諜報活動監視法の監視と物理的な捜索の命令の期間は延長された。米国愛国者法の第207条に基づく「ローンウルフテロリスト」に対する監視は、 最初の命令が出されてから120日まで延長され、外国諜報活動監視法に基づくペンレジスター装置とトラップ・アンド・トレース装置を使用した監視は、90日から1年に延長された。.再認証法はまた、外国諜報活動監視法に基づく物理的な捜索とペンレジスター装置とトラップ・アンド・トレース装置を使用した監視について、1年に2回の報告を求め、議会による監視を強化した。第207条の「ローンウルフテロリスト」条項もまた、日没に期限を迎えた条項だったが、これは2004年の諜報活動改革およびテロリズム予防法によって延長された。再認証法は、2009年12月31日まで期限を延長した。諜報活動改革およびテロリズム予防法の改正により、 物質面における支援もまた恒久的なものとなった。テロリズムの定義は、外国のテロリスト組織から軍事的な訓練を受けることやナルコテロリズムを含むようさらに拡大された。再認証法のその他の条項は、違法な電車の破壊行為（合衆国法典第18章第1992条）(合衆国法典第18編第992条 18 U.S.C. § 992)と違法な公共交通機関に対する攻撃（合衆国法典第18章第1993条）(合衆国法典第18編第1993条 18 U.S.C. § 1993)が併合され、新たに合衆国法典第18章第1992条(合衆国法典第18編第1992条 18 U.S.C. § 1992) として創設し、またテロリストが公共交通機関に対する攻撃を企てることを違法化した。資産の凍結に関する法律はさらに変更され、今やアメリカの司法が管轄する領域内において、もしそのような攻撃が外国の法律によって死刑または1年以上の懲役刑となるような犯罪であるならば、核兵器、化学兵器、生物兵器または放射能兵器の技術またはその材料となるような資産は凍結される。同様に、アメリカ国内でもし外国の刑法に違反するような犯罪行為が行われた場合には、これが適用される。さらに、テロリズムの犠牲者は、凍結されたテロリストの資産の所有権を持つべきであるという議会声明が発表された。

## 条項
愛国者法は先に提出されていたUSA法H.R. 2975、S. 1510の大部分の条項を取り入れている。2001年10月11日には上院を、翌12日には下院を通過した。従来法と愛国者法との基本的な違いは、
- 金融反テロリズム法H.R. 3004による、国際的なテロリスト組織が行う資金洗浄の排除。
- 1978年の外国諜報活動監視法による、盗聴に協力するインターネットサービスプロバイダへの法令遵守の免除。
- アメリカに入国する際に行われる統合自動指紋認証システムの報告の要求。
- 外国人留学生監視プログラムの開始。
- 自動パスポート読み取り装置設置の要求。
- 複数の領事館でビザを申請することの予防。
- 生物兵器に対する規制の強化。
- 「電子機器を使用した監視」の用語の定義の明確化。
- 9月11日の攻撃の犠牲者に対する様々な便宜の提供と、そのような便宜を違法に享受した者に対する刑罰の強化。

米国愛国者法に対する批判の多くは、スネーク・アンド・ピーク捜査令状、それはFBIによる造語である、の条項に向けられたものだった。米国愛国者法を批判する者は、第213条が「極秘捜査令状を認め、押収の合理的な必要性の提示と連邦刑事訴訟規則の第41条が求める即時の通知を無視している」と主張している。
外国諜報活動監視法に関連する特別な事例（米国愛国者法によって改正された）では、令状は、通常の連邦裁判所または州裁判所ではなく、外国諜報活動監視裁判所によって発布される。外国諜報活動監視裁判所は発布する令状は、公式な記録は残されず、それゆえ、公開が求められることもない。それ以外の令状、特に人に対する審査に関するものは、公開が求められる。
スネーク・アンド・ピーク条項に対するもうひとつの批判は、資産の所有者（または企業活動または図書館帯出記録が確認された人）に対する捜査について、口外してはならないということである。FBIの長官に、ある人に対して通知することなく電話利用記録の要求を認める特別な条項がある。その他のすべての捜査では、対象となる人に対して通知されなければならないが、必ずしも捜査の事前に行われることを必要としない。令状を発布することについて、司法の判断は、通知が遅れることが許されるのは、
- 個人の生命または物理的な安全が危険にさらされている場合、
- 訴追からの逃亡のおそれがある場合、
- 証拠の隠滅または改竄のおそれがある場合、
- 目撃者への脅迫を行うおそれがある場合、
- または審理手続きを危険にさらすおそれがある場合、または裁判を不当に遅らせるおそれがある場合、に限られる。

遅れの平均は7日間だが、最長90日まで延長されることもあった。アメリカ自由人権協会の第213条スネーク・アンド・ピーク条項を批判する広告では、連邦政府の省庁による報告では、2001年から数えて155回それが使用され、米国愛国者法のその他の条項と違い、この年に期限を迎えることはなかったとしている。
アメリカ自由人権協会は、「深刻な危険」という用語はあまりにも幅が広く、「厳しく制限されなければならない」と主張している。
しかしながら、「スネーク・アンド・ピーク」捜査令状は、長く刑事事件において使用されてきた。米国愛国者法の第2章は、外国勢力または外国勢力のエージェントに対する監視と既存の刑法との整合性を図ることが目的であった。刑法と外国諜報活動監視法の主な違いは、捜査令状が発布されたことの通知における期間であり、そのような命令が承認された場合、外国諜報活動監視法による令状では法的な基準が異なっている。（相当な理由（probable cause）ではなく合理的な理由（reasonable cause）という用語が使われている）。

### 図書館の帯出記録への政府のアクセス
当初、愛国者法で最も物議を醸したのは、非常に厳しく制限されてはいたが、連邦政府の捜査官に図書館の帯出記録と書店での購入履歴にアクセスする権限を持たせた第215条であった。第215条により、FBIのエージェントは外国諜報活動監視裁判所から、国際的なテロリズムまたは諜報活動に関与している疑いのあるすべての個人の図書館の帯出記録または書店の購入履歴を調査するための令状を極秘で獲得することができるようになった。条文の文面には「図書館」とは書かれておらず、企業活動記録またはその他の一般的で具体的な品目と書かれている。自由主義的な市民と図書館の職員は特に、この条項は利用者の人権を侵害しており、もはや「図書館帯出記録条項」と呼ぶべきであると主張している。司法省は、第215条は外国諜報活動監視裁判所の判断による命令を必要とし、それによって図書館はより強力に保護されていると語り、擁護した。
2001年8月26日、ニューヨーク・タイムズは、アメリカ自由人権協会によると、連邦捜査局が諜報活動の審理の一環として、コネチカット州の研究所の図書館帯出記録を要求していると報じた。これは連邦捜査局による図書館帯出記録の捜索が確認された初めての事例であると連邦政府職員とアメリカ自由人権協会は語った。興味深いことに、政府は第215条に基づく捜査は行わなかったが、その代わりに外国諜報活動監視法の大陪審による召喚令状であり、裁判所の命令を必要とせず、第215条が利用される前から存在していた「国家安全保障書簡」を使用した。

## 措置
愛国者法によってどれだけ多くの個人と組織が告発または有罪を宣告されたのかはわかっていない。2002年と2003年を通じ、司法省はその数を公表することを拒否した。2004年、当時のジョン・アシュクロフト司法長官は、通達のなかで368人の個人がテロリズムの捜査において告発されたと報告し、のちにその数は372人、375人へと変化した。彼はこれらの個人のうち、194人（のちに195人となった）が有罪を宣告されたと語った。（当初の発表、2004年刑法犯年次報告書の9ページのリストでは削減された）。2005年6月、ブッシュ大統領はテロリズムの捜査によって400名を告発することを余儀なくされ、その半分以上が有罪となったと語った。これらの事例の一部において、連邦政府の捜査官は移民、詐欺や共謀などテロとは関係のない犯罪の容疑で告発した。
アメリカ自由人権協会は2005年9月11日、 次のように報告した:
 アメリカ人の情報を収集するため、3万件の国家安全保障書簡が発行された。米国愛国者法はFBIがテロリストの疑いのある個人の記録に接するための要件を取り除いた。 　
[...]ワシントンポスト紙によれば、大学とカジノがこれらの書簡を受け取り、要求に従うため、学生と客の個人情報を引き渡すことを強いられた。国家安全保障書簡を受け取る者は皆、たとえ身元がすでに公のものになっていたとしても、FBIから記録を求められたことを口外することを、永久に、禁止される。
ニューヨーク州とコネチカット州では、アメリカ自由人権協会が国家安全保障書簡条項について、米国愛国者法の第505条によって大幅に拡大解釈されているとして提訴した。国家安全保障書簡の権限の存在を認める法律は、FBIにテロリズムとは関係のない個人の記録または何も悪いことをしていないと思われる人の記録を求めることによって改正された。[...]

## 米国愛国者法を制限しようとする動き

### 議会
2003年7月1日、リーサ・マーカウスキー上院議員（R-AK）とロン・ワイデン上院議員（D-OR）は、個人の権利を保護するための法律（Protecting the Rights of Individuals Act、（S. 1552）を提出した。.この法案は司法による審査の機会を増やすため、法律のいくつかの条項を改正するものだった。例えば、法執行機関によって行われていると主張されているペンレジスター装置やトラップ・アンド・トレース装置の使用を認める令状による捜査の代わりに、「ある犯罪が行われてきたか、現在行われているもしくは将来起こりうることを合理的に示す特定の明瞭な事実と犯罪の捜査に関連するそのような装置を使用することによって獲得されたと考えられる情報」に基づいて捜査を行うよう法律を改正するものである。しかしながら、個人の権利を保護するための法律は、法執行機関が確認しようとする無名の個人に対するペンレジスター装置とトラップ・アンド・トレース装置を使用を認める令状による捜査を許可する米国愛国者法の第216条の問題を解決することができなかった。
2003年9月24日、民主党の議会進歩主義幹部会議の共同代表であるデニス・クシニッチ上院議員（D-0H）は、下院に愛国者法の10箇所の条文を廃止する改正法案を提出した。「ベンジャミン・フランクリン真実の愛国者法（Benjamin Franklin True Patriot Act）」と題された法案は、スネーク・アンド・ピーク捜査令状、図書館帯出記録、医療記録、資産管理記録の捜査を認める条文や、アメリカ人でない市民の定義と国外追放について司法による全面的な審査を含む愛国者法の一部の改正を目指すものだった。法案は、愛国者法だけでなく、その他の重要な条項とともに弁護士と依頼者間の秘匿特権や情報の自由法（Freedom of Information Act、FOIA）に基づいた情報保全命令を削除することによる司法省と国土安全保障省の透明性の回復を目指した。
バーニー・サンダース上院議員(I」-VT)と数人の共和党員、ジェロルド・ナドラー下院議員（D-NY）、ジョン・コニャーズ・ジュニア下院議員（D-MI）、C.L.オッター下院議員(R-ID)、ロン・ポール下院議員(R-TX)は、第215条に基づく捜査に対する司法省の予算を削減する2005年の商務省、司法省および国務省への予算充当法案（Commerce, Justice, State Appropriations Bill of 2005）の改正を提案した。改正法案の1回目の投票は、賛成、反対ともに210票で下院を通過することができなかった。当初の改正法案は投票でうまくいかなかったが、投票は継続され、数人の議員は説得を受け入れ、投票で賛成に回った。
2005年6月15日、第215条を制限する法案は2回目の投票で下院を通過することができた。下院は、賛成238票、反対187票でサンダース議員が提出した改正法案を可決した。サンダース議員による改正法案は、外国諜報活動監視法の第215条によって認められた図書館帯出記録や書店の購入履歴を捜査するときにFBIと司法省が利用する予算を認めないものである。この投票は、多くのメディアによって第215条の法律の抜け穴を作るものだと誤って報道された。
安全保障と自由の充実を図るための法律（Security and Freedom Ensured Act、SAFE）は、ラリー・クレイグ上院議員（R-ID）、ジョン・スヌヌ上院議員R-NH、リチャード・ダービン上院議員（D-IL）によって提出された法律であり、愛国者法に対するチェック・アンド・バランスの機能を持たせようとするものである。2005年4月6日、この法律は下院に提出され、司法による審査と報告を義務付けることにより、愛国者法によって付与された権限を縮小しようとした。

### 司法

#### 第805条はあいまいであると判断される
2004年1月23日、合衆国地方裁判所のオードリー・コリンズ裁判官は、第805条（テロリズムに対する物質的な支援の「専門家の助言または支援」について規定する）はあいまいではあるが、憲法修正第1条または第4条に違反はしていないという判断を示した。その判断は、愛国者法について法的な判断を示した最初の判決のひとつとなった。愛国者法に対する訴訟は、人道的法律プロジェクト（Humanitarian Law Project）によって提起され、5人の組織の代表とトルコのクルド人難民に専門的な助言を提供することを希望していた2人のアメリカの市民が出席していた。これらの組織に支援を提供していた集団は、愛国者法に反しているとのおそれから、その活動を中断することを余儀なくされ、彼らは愛国者法の「専門的な助言または支援」という表現があまりにもあいまいすぎるとして、司法省と国を相手どり、訴訟を提起していた。
コリンズ裁判官は「専門的な助言または支援」という表現が容認できないほどあいまいであるという原告の主張は認めたものの、愛国者法の条項に対する全国規模の法律の禁止命令は認めなかった。原告には条項の執行からの「救済手段」が認められた。

#### ACLU対アシュクロフト事件
2004年4月9日、アメリカ自由人権協会（ACLU）は、1986年の電子通信におけるプライバシー法の条項に基づくものであり、テロリズムに関する捜査において、連邦捜査局長官（またはFBI副長官以下の被指名人）に電話とインターネットに関連する企業から顧客の利用記録の獲得を認める国家安全保障書簡に対する訴訟を提起した。ACLUは電話企業とインターネットサービスプロバイダはFBIの長官からの召喚令状を公開することができるべきであるとし、またそうすることはFBI長官のテロリズムに対する捜査における安全保障上の必要性より重大であると主張した。愛国者法は間接的に訴訟に影響を与えることができただけだった。なぜなら事例はテロリズムに対する捜査と愛国者法による非テロリズム案件に対する国家安全保障書簡の拡大利用に関するものであったからである。しかし、ACLUの主張は双方の場合の捜査に適用された。
2004年8月30日、アメリカ自由人権協会は152万ドルを投じて愛国者法を批判する広告を展開した。広告は、「政府はあなたの家を捜査することができます...私の家...私たちの家を...私たちに知らせることなく。私たちをまるで容疑者であるかのように扱いながら。それが愛国者法というものです」と主張した。
2004年9月29日、連邦地裁のビクター・マレロ裁判官は、政府がインターネットサービスプロバイダまたはその他の企業から、裁判所による審査することなく敏感な顧客の記録を獲得するために「国家安全保障書簡」の発行を許可する第505条が合衆国憲法修正第1条および第4条に違反しているとの判断を示した。裁判所はまた、愛国者法の口外禁止規定条項が表現の自由を侵す「違憲な表現の自主規制」にあたると判断し、それは却下された。
判決が下されると、議会は第505条を改正し、合衆国法典第18章第2709条として成文法化した。控訴審では、既に議論は尽くされているとして退けられた。

### 州及び地方の抵抗
アラスカ州、カリフォルニア州、コロラド州、ハワイ州、アイダホ州、メイン州、モンタナ州、バーモント州の8つの州とニューヨーク市、ロサンゼルス市、ダラス市、シカゴ市、ユージーン市、フィラデルフィア市、ケンブリッジ市を含む396の市および郡は、市民の自由を侵害しているとして愛国者法を非難する決議を採択した。カリフォルニア州アーケータ市は、愛国者法に基づくすべての連邦政府の捜査に市の職員（警察と図書館の職員を含む）が支援または協力することは、市民の自由を侵害する違憲で無効な行為であるという条例を成立させた最初の都市となった。権利章典防衛委員会は決議を通過させようとする地方の努力の調整役の役割を果たした。ある学者は、連邦法が州または地方自治体の法律を覆すことができる憲法の優越条項を引用しながら、これらの条例の妥当性について訊ねた。しかしながら、他の学者は連邦政府の職員は、そのような捜査の手続きを利用する際に憲法修正第4条の条項に違反しており、このような事例では憲法は米国愛国者法の条項を無効にすることができると意見を述べた。

## 世論
2002年の1月の時点では、47％のアメリカ人がたとえ市民の自由を多少犠牲にしてでも政府にテロをなくすことを求めていた。2003年11月にはこの数字は31％に落ち込み、テロリズムの恐怖を削減するための政府の権限の拡大について、懸念が高まっていることを示していた。2003年から2004年にかけて、アメリカ人の4分の1近くが愛国者法は行き過ぎていると感じており、ほとんど同じ割合のアメリカ人が愛国者法は正しいと感じ、または十分ではないと感じていた。2005年まで、アンケートによる統計によれば、愛国者法に対する賛否は五分五分に分かれていた。これは大統領とその政策が国民の支持を失った事実によるものなのかもしれない。ブッシュ大統領と第103議会への支持率の下落は、彼らが行った政策への支持の下落でもあった。次の数年間で、人々はイラク戦争にうんざりするようになり、テロリストを捕まえる可能性の代償として市民の自由を奪う政策にだんだんと反対するようになり始めていた。
それと同時に、愛国者法の条項について知っていると答えたのは半分の人しかいなくなっていた。2004年の選挙の後、愛国者法の条項について知っていると答えた人の数は激しく落ち込んだ。
ギャラップ社による世論調査の統計
| 愛国者法は行き過ぎていると思うか?                             | 愛国者法は行き過ぎていると思うか? | 愛国者法は行き過ぎていると思うか? |
| 日付                                                          | 思う                              | 思わない*                         |
| ------------------------------------------------------------- | --------------------------------- | --------------------------------- |
| 2003年8月25日、26日                                           | 22%                               | 69%                               |
| 2003年11月10日-12日                                           | 25%                               | 65%                               |
| 2004年2月16日、17日                                           | 26%                               | 64%                               |
| 2005年4月13日-16日                                            | 45%                               | 49%                               |
| *必要な手段である、正しい、または不十分であると答えた人の割合 |                                   |                                   |

| 米国愛国者法について知っているか? | 米国愛国者法について知っているか? | 米国愛国者法について知っているか? | 米国愛国者法について知っているか? | 米国愛国者法について知っているか? |
| 日付                              | よく知っている                    | 多少知っている                    | あまり知らない                    | 全く知らない                      |
| --------------------------------- | --------------------------------- | --------------------------------- | --------------------------------- | --------------------------------- |
| 2003年8月25日、26日               | 10%                               | 40%                               | 25%                               | 25%                               |
| 2003年11月10日-12日               | 12%                               | 41%                               | 25%                               | 22%                               |
| 2004年2月16日、17日               | 13%                               | 46%                               | 27%                               | 14%                               |
| 2005年4月13日-16日                | 13%                               | 28%                               | 28%                               | 29%                               |
| 2006年1月6日-8日                  | 17%                               | 59%                               | 18%                               | 6%                                |

## 期限切れと延長
第224条に基づき、愛国者法の（200条台の）いくつかの監視の条項は2005年12月31日に期限を迎えた。後にその日付は2006年2月3日に延期された。この延期は後に2006年3月10日まで再び延期された。日没条項は期限を迎える前に開始された捜査を除外している。それらの捜査では愛国者法のすべての権限を使うことが認められている。
2006年3月2日、上院は愛国者法を延長するための投票を行った。2006年3月7日、下院は愛国者法の延長を承認するための最終投票を行った。法律を延長するための法案は2つの条項を恒久的なものにする以外のすべてに及ぶ。疑問に付されている条項は、それぞれ外国諜報活動監視法第206条とに基づく「ロービング」による監視の指揮の権限と外国諜報活動監視法（と米国愛国者法の第215条）に基づく企業活動の記録を要求するための権限である。これらの条項は4年以内に期限を迎える。
2006年3月9日、ブッシュは愛国者法の再認証に署名した。公的な儀式の後、彼は愛国者法のいくつかの条項が憲法に抵触していたとしても、それに従うことが常軌を逸しているとは思わないという趣旨の「署名声明」を発表した。この声明は、彼の大統領の任期中を通じて普通のことだったが、メディアによって否定的に捉えられ、法案を議会に提出するために彼はそうすることが求められていたという情報は知らせずに明白な意図を持って批判された。

### 期限を迎えた条項（原案）
- 第201条　テロリズムに関連する電話、口頭、または電子機器による通信を傍受する権限。
- 第202条　コンピュータを使用した不正または悪用による犯罪に関連する電話、口頭、または電子機器を使用した通信を傍受する権限。
- 第203条（b）、（d）項　犯罪の捜査情報を共有する権限。
- 第206条　1978年の外国諜報活動監視法に基づくロービング監視の権限。
- 第207条　外国勢力のエージェントである非アメリカ人に対する外国諜報活動監視法に基づく監視の期間。
- 第209条　令状に従ったボイスメールの押収。
- 第212条　人命を保護するための電子機器を使用した通信の緊急的な公開。
- 第214条　外国諜報活動監視法に基づくペンレジスター装置とトラップ・アンド・トレース装置を使用する権限。
- 第215条　外国諜報活動監視法に基づく記録または他の資料へのアクセス。
- 第217条　コンピュータへの不正侵入の遮断。
- 第218条　外国による諜報活動の情報（外国諜報活動監視法に基づく令状のための証拠の基準を満たさないもの）。
- 第220条　電磁的な証拠のための捜査令状の全国規模のサービス。
- 第223条　公開が認められなかった場合のための個人賠償責任保険。
- 第224条　日没条項（延長された）。
- 第225条　外国諜報活動監視法に基づく盗聴における法令遵守の免除。

### 恒久化された条項（原案）
- 第203条（a）、（c）項　犯罪捜査情報を共有する権限。
- 第205条　連邦捜査局による翻訳者の雇用。
- 第208条　裁判官の任命
- 第210条　電子通信記録の召喚令状の適用範囲。
- 第211条　適用範囲の明確化（ケーブルテレビ・プライバシー法のプライバシー条項はケーブルによる通信事業者には適用されないが、何を見ていたのかに関する記録には適用されない）。
- 第213条　「スネーク・アンド・ピーク」令状の執行の告知の遅れに関する権限。
- 第216条　ペンレジスター装置とトラップ・アンド・トレース装置の使用に関する権限の改善。
- 第219条　テロリズムに関する捜査令状の一次管轄権。
- 第221条　経済制裁
- 第222条　法執行機関への支援。

## 議会での動き
2005年6月10日、愛国者法の再認証のために開かれた下院司法委員会の公聴会における証言の最中、ジェームズ・センセンブレナー委員長（愛国者法の起草者のひとりであった）は、民主党の議員とその証人たちがテロとの戦いとグアンタナモ湾で拘束されている政治犯の状態を弾劾する演説を始めると、突然議会を閉会しようとした。不満を募らせたセンセンブレナーは、「我々は議題に従うべきだ。米国愛国者法とグアンタナモ湾とは何の関係もない。米国愛国者法と敵の兵士とは何の関係もない。米国愛国者法と不明瞭な拘束とは何の関係もない」と宣言した。そして彼は委員会を閉会し、槌とともに立ち去った。しかしながら、ジェロルド・ナドラー下院議員とその証人たちは、センセンブレナーが退場したのにもかかわらずしゃべり続け、C-SPANのカメラは委員会のマイクのスイッチが切られた後も回り続けた。
同年6月21日、下院3199号法案、すなわち、いくつかの日没条項が再認証ではなく恒久化されるかまたは制定法化されるかして取り除かれた2005年の米国愛国者およびテロリズム予防再認証法は下院を通過した。再認証法を提出したのはセンセンブレナー下院議員だった。
12月16日、上院は法律を再認証するための議論を終息させることを拒否した。上院は7人の議員がその問題について議論を終息させようとしたが人数が足りず、再認証法の将来は疑わしくなっていた。投票が行われ、共和党の5人の議員と民主党の2人の議員は議論を終息させるよう投票し、共和党の5人の議員と民主党の41人の議員と1人の無所属の議員がそれに反対した。
12月21日、上院は、超党派で期限切れを迎える愛国者法の条項を6か月延長させる法律（上院2167号法案）を成立させることで合意に至った。下院の規則により、下院司法委員会の委員長であるジェームズ・センセンブレナーは、6か月の延長法の成立を阻止する権限を持っていた。翌日である2005年12月22日、下院は6か月間の延長法の成立を拒否し、1か月の延長法が多数決により支持され、上院はその後の夜にそれを承認した。ブッシュ大統領による証明は延期され、米国愛国者法の条項は2006年の2月まで有効であり続けることになった。
2006年2月17日, ワシントン・タイムズは、「先週、共和党所属でニューハンプシャー州選出のジョン・E・スヌヌ上院議員、アイダホ州選出のラリー・E・クレイグ上院議員、アラスカ州選出のリーサ・マーカウスキー上院議員とネブラスカ州選出のチャック・ヘーゲル上院議員は自由権の保護に対する懸念を和らげたとされる改正法案に反対票を投じた」と報じた。

## 歴史上の法律との比較
- 1933年2月28日、国会議事堂放火事件が起きた後のドイツでは、国民と国家を保護するための大統領令 (Verordnung des Reichspräsidenten zum Schutz von Volk und Staat)が制定された。

アドルフ・ヒトラーによるドイツの掌握を許した国民と国家を保護するための大統領令とその後に制定された全権委任法(Ermächtigungsgesetz)は、しばしば米国愛国者法と比較される。2つの法律の類似点は、ともにテロリズムが行われた後に制定されたものであること、ともにあっという間に成立してしまったこと、ともに国民保護の目的のために表現の自由に制限を設けるものであること、そしてともにその目的の達成のために行き過ぎたものであるということが挙げられる。国民と国家を保護するための大統領令の第1条を翻訳すると、法律の意図が見てとれる。「この法律、は現在の法律による別段の定めがない限り、個人の自由権、出版の自由を含む言論の自由、結社の自由と集会の自由、信書、電報、電話の秘密、私有資産に対する捜査命令、没収と規制のため...」。米国愛国者法の意図はそれほど明らかではないが、法律のなかでしばしば自由権と国民保護に関する用語が用いられている。
国民と国家を保護するための大統領令と米国愛国者法との違いは、国民と国家を保護するための大統領令ではより明白に国家の権利を掌握し、多くの犯罪行為において死刑が定められているということが挙げられる。 さらに、米国愛国者法にはいくつかの日没条項が原案に含まれているが、全権委任法で設定された期限は権力の継承からは独立しており、国民と国家を保護するための大統領令には期限は設定されていなかった。    米国愛国者法と全権委任法はともに議会によって自由に採決され、国民と国家を保護するための大統領令は「緊急措置法」としてヒトラー首相の命令によりドイツの大統領によって制定された。
米国愛国者法は見方によって異なる側面を持っているが、国民と国家を保護するための大統領令とその後に制定された全権委任法は危機において、いかにして自由は奪われ、政府が憲法を合法的に廃止していくかの例として引用される。
- 1918年の治安法（Sedition Act of 1918）は、言論の自由における萎縮効果のため、時として米国愛国者法と比較される。しかしながら、治安法には戦時における反政府的な言論活動を規制するという明白なそして特定の目的があった。治安法は1921年に廃止された。
- 1996年の反テロリズム及び効果的な死刑法（Antiterrorism and Effective Death Penalty Act of 1996、AEDPA）

反テロリズム及び効果的な死刑法は米国愛国者法の直接の前身となる法律であり、米国愛国者法によって維持または拡大されたテロリズム、外国諜報活動監視法、移民などに関連する多くの条項を含んでいる。
- 防諜プログラム（COINTELPRO）は、敵（この場合はソビエト連邦）の恐怖を煽り、平和時には受け入れられない行為を許容するものであるため、米国愛国者法と似ていると考えられている。内容における基本的な類似点は、国家の安全保障にとって必要であると捜査官が考えた場合、相当の理由がないのに秘密裏にプライバシーの侵害が行われることである。[234]

## 論争
米国愛国者法はその施行以後、大きな論争を巻き起こした。
愛国者法に反対する者たちは、それが9月11日のテロ攻撃事件の後にご都合主義的に成立したと声高に主張した。彼らは愛国者法が上院を通過したのは拙速であり、成立前の変更はほとんど行われなかったと考えていた。（パトリック・リーヒ上院議員とラッセル・ファインゴールド上院議員は法律の最終案の改正を提案した）。
愛国者法それ自体が本当に問題視されたのは、マイケル・ムーアが彼の物議を醸した映画である『華氏911』で取りあげてからであった。映画において、彼はジム・マクダーモット下院議員が上院議員で法案を読んだものはいないと主張している場面や、ジョン・コニャーズ・ジュニアが「我々は法案をほとんど読んでいない。君は我々が成立させようとしている法案をすべて読んでそれが本当に必要であると思っているのか？」と語っているシーンを撮影した。コニャーズ議員はそれから彼のレトリカルな質問について答え、彼らがしていることがあるとすればそれは「立法過程を遅らせることだ」と主張した。ドラマのような手法を使い、ムーアはそれからアイスクリーム屋を雇い、ラウドスピーカーとともにワシントン周辺をドライブし、通行人、それには数人の上院議員も含まれる、に対して愛国者法について読んで聞かせた。
しかしながら、多くの人が愛国者法を読んだことがないことについて気づかせた批評家はムーアだけではなかった。ダリア・リトウィックとジュリア・ターンは、スレート誌に「とにかく、愛国者法はどれくらい悪いの？」と訊ねられたとき、彼女たちはそれが「言うことが難しい」と考え、そして次のように述べた。
ACLUは、新しい概況報告書の公開を司法省に求めていますが、愛国者法が私たちの基本的な自由権のほとんどを危険にさらすものであるということを信じてほしいと思っています。アシュクロフトと彼の部下たちは法律の変化について、「わずかだが増えつつある」と言っています。ほとんどの人が法律を読んでいないので、それについて私たちが考え、知っていることのほとんどは間接的なものです。法律を擁護する人も反対する人も恐怖をあおり、ゆがめる罪を犯すことになるのです。
愛国者法の論争で最も重要な例のひとつは、アメリカ合衆国対アントイン・ジョーンズの判例において示された。あるナイトクラブのオーナーが自宅で麻薬の取引に関わっていたことが彼の車に取り付けられていた法執行機関のGPS追跡装置を通じて分かり、その人物は起訴された。それが取り付けられたのは令状によるものではなく、そのことは裁判において連邦政府の検察官が量刑を要求する際において深刻な障害となった。裁判は数年にわたり、合衆国最高裁判所まで持ち越され、被告に対する有罪判決は覆された。裁判所は愛国者法のような法律が憲法によって保障された容疑者の権利が直接的な危険にさらされ、そのような監視による疑いが高まったと判断した。
電子プライバシー情報センター（Electronic Privacy Information Center、EPIC）は、特に「法に従うアメリカ市民の私的な通信が偶発的に傍受されている可能性がある」愛国者法は違憲であると批判し、電子フロンティア財団は、無数の無実のアメリカ人の通信の秘密を侵す盗聴を許可するかどうかは「FBIに『白紙委任』する」ような低い基準が適用されているという意見を持ち続けていた。ロービング・タップを認める法律に問題はないと考える者もいる。ジョージタウン大学ローセンターのデビッド・D・コール教授は、愛国者法の多くの条項について批判している者のひとりであるが、プライバシーは敏感な問題であるが、やむを得ない代償であるという結論に至り、ヘリテージ財団法律司法研究所の法律研究部門シニアフェローであるポール・ローゼンズバイグは、ロービング・タップは迅速に変化する通信技術に対する単なる対応であり、特定の位置や装置に対する改善の必要はないと主張している。
愛国者法の第2章はまた、盗聴の命令ではなく、捜査令状を通じたボイスメールへのアクセスを許可している。センター・フォー・デモクラシー・アンド・テクノロジーのジェームズ・デンプシーは、憲法修正第4条と愛国者法第2章に基づく盗聴は告知の重要性が不必要に見過ごされていると信じており、電子フロンティア財団は告知の条項の欠如について批判している。しかしながら、電子フロンティア財団の批判はもっと進んだものだった。彼らは改正「は合衆国憲法修正第4条に違反している可能性がある」と信じていた。なぜなら以前にFBIがボイスメールを違法に聴取していたなら、 それは被告人に対する証拠としてそのメッセージを使ってはならないからである。他の者たちはこれらの考えに同意しなかった。ジョージ・ワシントン大学法学研究科のオリン・カー教授は、ECPAが「インターネットサービスプロバイダによって蓄積されたボイスメールを規制するためにかなり奇妙なルールを採用した」と信じていた。なぜなら「ECPAによれば、もし政府がある人の寝室に公開されていないプライベートなメッセージのコピーがあり、別のコピーが彼らの手元に蓄積されたボイスメールがあることを知っていたら、FBIはただ単純にボイスメールを獲得しただけで法令違反を犯したことになる。法律は警察に実際に家宅捜索をさせ、寝室をくまなく捜索することによって獲得することを求めており、プライベートなボイスメールについて、これ以上障害となるようなことはない」。カー教授の意見において、これはほとんど意味をなさず、米国愛国者法による改正は適切なものであり意義のあることだった。
米国愛国者法に対する裁判による司法権の介入の拡大により、全国規模の捜査令状の発行を許容したことは、電子フロンティア財団の意見の正しさを証明した。彼らは当局が「捜査令状に関して法執行機関に対する強い偏見を持つ裁判官、それらの裁判官が少なくともノーと言いそうであるということを利用するだけで、もし令状が憲法修正第4条の厳しい要求を満たしていなくても、『選ぶ』ことができ」、そしてそれにより、より小さなISPまたは電話企業が裁判で令状に異議を申し立てることによって彼らの顧客のプライバシーを保護しようとすることを少なくすることができるようになるだろうと信じていた。彼らがそう考えた理由は「ニューヨークの裁判所が令状を発布する前に、そのような令状による命令を受けたある小さなサンフランシスコのISPは公表できるような記録を持っていないだろう」というものだった。彼らはこれは悪いことだと信じていた。なぜなら通信事業者がそのことを知ることができないばかりに、令状に異議を申し立てることができるないだけだからである。多くの令状は一方的に発布され、それは命令の対象者は、命令が出されたときにその場にいないことを意味する。
一時的に、米国愛国者法は「スネーク・アンド・ピーク 」捜査令状の発布を許可した。
EPICやACLUは修正第4条違反だとして愛国者法を強く批判し、 ACLUはそれを批判する広告を流し続け、その廃止を呼びかけた。
しかしながら、 マンハッタン政策研究所の研究員であり、ニューヨーク・シティ・ジャーナル誌への寄稿者であるヘザー・マクドナルドなどの改正を支持する者たちは、それが必要であるという信念を述べた。なぜなら捜査命令の通知における一時的な遅れは捜査の対象となっているテロリストの当局への密告の妨げとなるからである。
2004年、FBIのエージェントは捜索のためにこの条項を利用し、マドリード列車爆破テロ事件に関与しているとの容疑がかけられ、2週間もの間、誤って収監されていたブランドン・メイフィールドの家を秘密裏に調査した。アメリカ政府はメイフィールドと彼の家族に対して公式に謝罪し、メイフィールドはそれ以上裁判にかけられることはなかった。2007年9月26日、アン・エイケン裁判官は、実際には、愛国者法により、メイフィールドに対する不適切な捜査が行われ、修正第4条に違反していたと判断した。
テロリズムへの物質的な支援を規制する法律は、議論の余地があることが証明された。それは電子フロンティア財団により、結社の自由を侵害していると批判された。電子フロンティア財団はこの法律が施行されたのはアパルトヘイト政策が行われていた頃であり、アメリカの市民はアフリカ民族会議（ANC）を支援することができなかったと主張した。電子フロンティア財団はアフリカ民族会議がテロリスト組織として分類されていたと信じている。彼らはまた、イスラエルとパレスチナの紛争により傷ついた子供をどのように救護するかをハマスのメンバーに訓練することができない人道的な活動を行うソーシャルワーカーや、IRAのメンバーに国際法について教えることができない弁護士、効果的な平和交渉や人権侵害を国連へ申請する方法を教えることができない平和維持活動に従事する職員を例にとりあげた。
別の組織、人道法プロジェクトもまた、テロリストに対する「専門家による助言と支援」を禁止する条項に異論を唱え、アメリカ政府に対してそれが違憲であることを明らかにするために訴訟を提起した。彼らの訴訟は成功し、連邦裁判所は、愛国者法が相当の理由がある人が法律に違反しているかどうか予想することができないほどあいまいであると判断した。こうして彼らは、愛国者法が修正第1条によって保障されているアメリカ市民の権利を侵害し、それを無意味なものにしていることを明らかにした。
おそらく最も大きな論争を巻き起こしたもののひとつは、FBIによる国家安全保障書簡の使用である。なぜならそれらは裁判所が命令することなくFBIに電話、Eメール、資産管理記録を捜索することを許容したからであり、それらは多くの集団から批判された。2005年11月、ビジネスウィーク誌は、FBIがラスベガスの企業を標的として、1万通の国家安全保障書簡を発行し、1000万件の資産、信用、雇用、医療記録を獲得したと報じた。標的となった企業のなかにはカジノや倉庫業者、レンタカー会社が含まれていた。司法省の職員は匿名で、そのような要求は米国愛国者法の第505条によって認められており、要求の数の多さにもかかわらず、「我々は裁判所を裏でせかすようなことはしていない」と主張した。しかしながら、このことが明らかになる前までに、ACLUは裁判で国家安全保障書簡の合憲性について争っていた。2004年4月、彼らは政府が明らかにされていない理由で、ある不明のインターネットサービスプロバイダに国家安全保障書簡を送り付けたことについて、政府を相手に訴訟を提起した。ACLU対司法省事件において、ACLUは、国家安全保障書簡は合衆国憲法修正第1条違反であると主張した。なぜなら米国愛国者法はすべての法的な過程について詳細に説明しておらず、 それによって電話またはインターネット会社が国家安全保障書簡の召喚令状について裁判で争うことができなかったと主張した。裁判所はこれに同意し、召喚令状の受取人が裁判で争うことができないことは違憲であると判示した。議会は後にこのことを再認証法のなかで改善しようとしたが、彼らは非公開条項を取り除かなかったので、連邦裁判所は再び国家安全保障書簡は違憲であると判示した。なぜならそれらは裁判で意義のある司法審査を妨げていたからである。
別の米国愛国者法の条項は、図書館の職員たちを大いに驚愕させた。第215条は、FBIが捜査において国際的なテロリズムまたは秘密裏に行われる諜報活動から国家を保護するため、支援のための物資の生産に対する命令のために適用することを許容している。対象となりうる「有形物」のなかには、「書籍、記録、文書、資料や他の品目」が含まれる。
条項の支持者たちは、これらの記録は第三者によってが所持されているものであり、それゆえ市民のプライバシーに対する適切な期待から免除され、FBIによって条項が濫用されることもないと指摘した。それを証明するため、ジョン・アシュクロフト司法長官は2003年に情報を公開し、第215条による命令は未だかつて使われたことはないことを示した。
しかしながら、抗議とは裏腹に、アメリカ図書館協会は条項に強く異議を唱え、図書館帯出記録は企業活動記録とは根本的に異なっており、条項が言論の自由における萎縮効果をもたらしていると信じていた。協会は非常に警戒し、彼らは米国愛国者法を非難する声明を発表し、会員に言論の自由と利用者のプライバシーの保護を守ることを求めた。
彼らは図書館の職員に捜査令状に従う前に法的な助言を求めることを模索し、会員には法的に必要とされるまで可能な限り長く記録を手渡さないことだけを助言した。
その後、図書館の職員は、記録をばらばらにしてそのような命令に従うことを避けるようにしたと報告された。
2005年、ACLUとともに図書館帯出記録の口外禁止規定に対して立ち上がり、コネチカット・フォーとして知られるコネチカット州の図書館の27か所の非営利目的の協会は、米国愛国者法について世論を喚起しようとした4人の市民を黙らせるための第505条に基づく政府の権限について、訴えを提起した。この事案はジョン・ドウ対アルベルト・ゴンザレス事件として知られるようになった。2006年5月、 政府はついに口外禁止規定を維持するための法廷闘争を諦めた。コネチカット・フォーと彼らによる米国愛国者法との戦いの結末について、バーバラ・ジョーンズは次のように記している。「図書館の職員は彼らの国における表現の自由の保護と国家の安全保障の保護とのあいだの法的な均衡について理解する必要があった。多くの図書館の職員は、国家の安全保障の保護法益と同じくらい読書の自由に対する萎縮効果は重要であるという根拠になったと信じていた」。
米国愛国者法の論争の側面について示すもうひとつの事例は、司法長官がテロリストによる行為の原因となりうると判断したすべての外国人に対してあいまいな拘束を許容する移民条項である。米国愛国者法が成立する以前、ワシントン大学法科大学院の法学部助教授であり、シドラー法律商業技術センターの所長であるアニタ・ラマサストリーは、合法的な永住権を持つものを含め、アメリカへの移民の基本的な権利を奪う法律を告発していた。彼女は、「秘密の証拠によるあいまいな拘束、米国愛国者法が許容する、とはターリバーンのような組織の正義ではなく、我々のものである。我々の主張は、もし我々が同盟国の国民をも投獄するような基本的なアメリカの公正と正義の保障を欠く法律の成立を許すなら、テロリストに対する国際的な連携を構築しようとする我々の試みが、深刻な打撃を受けるだろうというものである」と警告した。多くの他の者もまた、強く条項を批判している。ラッセル・ファインゴールドは、上院本会議において、条項は「基本的な憲法が求める手続の過程と公正さの水準さえ欠いた審査不足の状態に陥っており、もしそのままなら、司法長官がわずかな容疑によって人を拘留することを許容しかねない」と主張した。カリフォルニア大学はあいまいな拘束を（その他のことよりも）非難する決議を可決し、 ACLUは「移民の運命を決める予測のできない新しい権限...状況はより悪くなる、もし外国人が彼らを受け入れる国を持たなければ、彼らは裁判を受けることなく拘留されてしまう」権限が司法長官に与えられたことを告発した。
米国愛国者法のもうひとつの憲法上の論点は、ブリティッシュコロンビア州に在住カナダ人のプライバシーへの影響である。ブリティッシュコロンビア州プライバシー委員会の委員長は、米国愛国者法は、アメリカ政府が、外注されたアメリカの企業にカナダ人の医療記録のようなプライベートな情報へのアクセスを許容するのではないかと危惧している。ブリティッシュコロンビア州政府は、アメリカ政府当局が情報を獲得することを防ぐための手段を講じ、法律の整備によりカナダにおける米国愛国者法の権限の拡大の問題は克服された。ブリティッシュコロンビア州プライバシー委員会のデビッド・ルウキデリス委員長は、報告書において、米国愛国者法の問題の結末について、「かつて情報は国境を通って送られていた、それは難しいことだが、それが不可能でないならば、制御することはできる」と述べた。
彼らのプライバシーを守るための努力の一環として、2004年10月21日、ブリティッシュコロンビア州は情報の自由とプライバシーの保護法（Freedom of Information and Protection of Privacy Act（FOIPPA）の改正法を成立させた。これらの改正は、「サービスの提供者によるブリティッシュコロンビア州の公的機関のデータの格納、アクセス、および公開」について、より厳しい制限を設けることを目的としている。これらの法律はカナダの公的機関のデータのみを対象としており、国境をまたがるあるいは民間企業のデータは対象の範囲ではない。公的機関の組織には、2000に上るとみられるの「政府省庁、病院、保健所、大学や短大、教育委員会、特別行政区政府といくつかの王立企業と協会」が含まれる。これらの法律により、多くの企業は、現在特に彼らが所有している敏感なデータの取り扱いについて、アメリカ以外の国に発注先を求めている。
ノバスコシア州では、米国愛国者法によるデータ収集の手段から州を守るための法的措置が講じられた。2007年11月15日、ノバスコシア州政府は、ノバスコシア州の住民の個人情報が米国愛国者法によって持ち出されることを防ぐことを目的とした法律を成立させた。法律は、「個人情報が国際的に公開されることを防ぐための新しい法律（The new Personal Information International Disclosure Protection Act）」と題された。法律の目的は、個人情報が公開されることから保護することとともに、それができなかった場合の処罰を定めることである。マーレイ・スコット司法大臣は、「この法律は、ノバスコシア州の住民の個人情報の保護を確実にすることに役立つだろう」と述べた。法律の概要は、公的機関、特別行政区とサービス提供者の義務と、これらの責任が果たされなかった場合のその後について述べている。
2013年6月にNSAとそのPRISMプログラムによるアメリカ人の通話記録の収集が明らかになり（詳細はen:Global surveillance disclosures (2013–present)を参照）、米国愛国者法の濫用が疑われ、2001年に愛国者法を議会に提出したウィスコンシン州選出で共和党所属のジム・センセンブレナー下院議員は、国家安全保障局はその限界を超えてしまったと述べた。彼は声明を発表し、「私は国家の安全保障と公民権とのバランスについて、おおよそ愛国者法を信じていたが、私は濫用の可能性についても常に懸念していた」と述べた。彼は加えて、「何百人もの無実の人々の通話記録を収集することは行き過ぎであり、アメリカにとってふさわしくないことだ」と述べた。